# Gensac-la-Pallue
Pour les articles homonymes, voir Gensac.
Gensac-la-Pallue est une commune du sud-ouest de la France, située dans le département de la Charente (région Nouvelle-Aquitaine).
Ses habitants sont les Gensacais et les Gensacaises.

## Géographie

### Localisation et accès
Gensac-la-Pallue est une commune située à l'ouest du département de la Charente, à 8 km à l'est de Cognac.
Le bourg de Gensac est aussi à 4,5 km au nord-ouest de Segonzac, le chef-lieu de son canton, 7 km à l'ouest de Jarnac et 32 km d'Angoulême.
La N.141 entre Angoulême et Cognac, maillon de la route Centre-Europe Atlantique aménagé en voie rapide, traverse le nord de la commune et passe à 2 km du bourg.
Le bourg est desservi par la D 49 de Saint-Brice à Segonzac et la D 148 d'Angeac-Champagne à Bourg-Charente. La D 24, route de Cognac à Segonzac, traverse l'ouest de la commune.
La ligne Angoulême - Saintes traverse la commune au nord du bourg. La gare la plus proche est celle de Cognac, desservie par des TER à destination d'Angoulême, Saintes et Royan.

### Hameaux et lieux-dits
La commune possède quelques hameaux, principalement au nord-ouest en direction de Cognac et de la N 141 : Soubérac, la zone économique des Grands Champs, Gademoulin près de la Charente, Grateau, les Gascards et la Pallue au sud de la route nationale, ainsi que Chardon (où est située l'école) et les Barbotins entre le bourg et la Pallue.
Au sud-ouest, les Six Chemins est au carrefour de la D 24, la D 150 et le chemin Boisné.

### Communes limitrophes
|                | Saint-Brice      |                |
| Châteaubernard | Gensac-la-Pallue | Bourg-Charente |
| Genté          | Angeac-Champagne | Segonzac       |

### Géologie et relief
La commune occupe le calcaire datant du Crétacé, comme les zones situées au sud et sur la rive gauche de la Charente entre Angoulême et Cognac.
Le Crétacé supérieur s'étage entre le Turonien (ou Angoumien) et le Coniacien qui occupent une frange nord de la commune, et le Santonien formant une dépression qui en occupe la plus grande partie au sud, et qui est la plaine de Châteaubernard. Une cuesta du Turonien supérieur qu'on peut suivre vers l'est jusqu'au plateau d'Angoulême en passant par Saint-Même, Châteauneuf et La Couronne se conjugue au tracé du fleuve pour former une falaise assez haute sur sa rive gauche.
Au centre de la commune, la dépression santonienne est occupée par un ancien étang qui forme une zone marécageuse ayant déposé des alluvions récentes et une formation tourbeuse au milieu, lors du Quaternaire.
La vallée de la Charente est elle aussi couverte d'alluvions, avec une basse terrasse à Gademoulin,,.
Le point culminant de la commune est à une altitude de 50 m, situé sur la limite nord aux Mullons. Le point le plus bas est à 7 m, situé au bord de la Charente près de Gademoulin. La plaine centrale est à une altitude de 20 m environ. Le bourg est à 16 m d'altitude.

### Hydrographie

#### Réseau hydrographique
La commune est située dans le bassin versant de la Charente au sein  du Bassin Adour-Garonne. Elle est drainée par la Charente et Rivière de Gensac et par divers petits cours d'eau, qui constituent un réseau hydrographique de 7 km de longueur totale,.
Derrière l'église se trouve une importante résurgence, appelée le Gouffre, donnant naissance à un petit affluent de la Charente sur sa rive gauche, le Ri de Gensac, qui fait 3 km de long et ne traverse que la commune.
Le centre de la commune est aussi occupé par des marais, le Grand Marais et le marais de Rulle, qui ont donné le nom de la Pallue au hameau voisin. L'émissaire commun de ces marais se jette dans la Rivière de Gensac.
La Charente borde l'extrémité septentrionale de la commune, à Gademoulin, où se jette la Rivière de Gensac. 

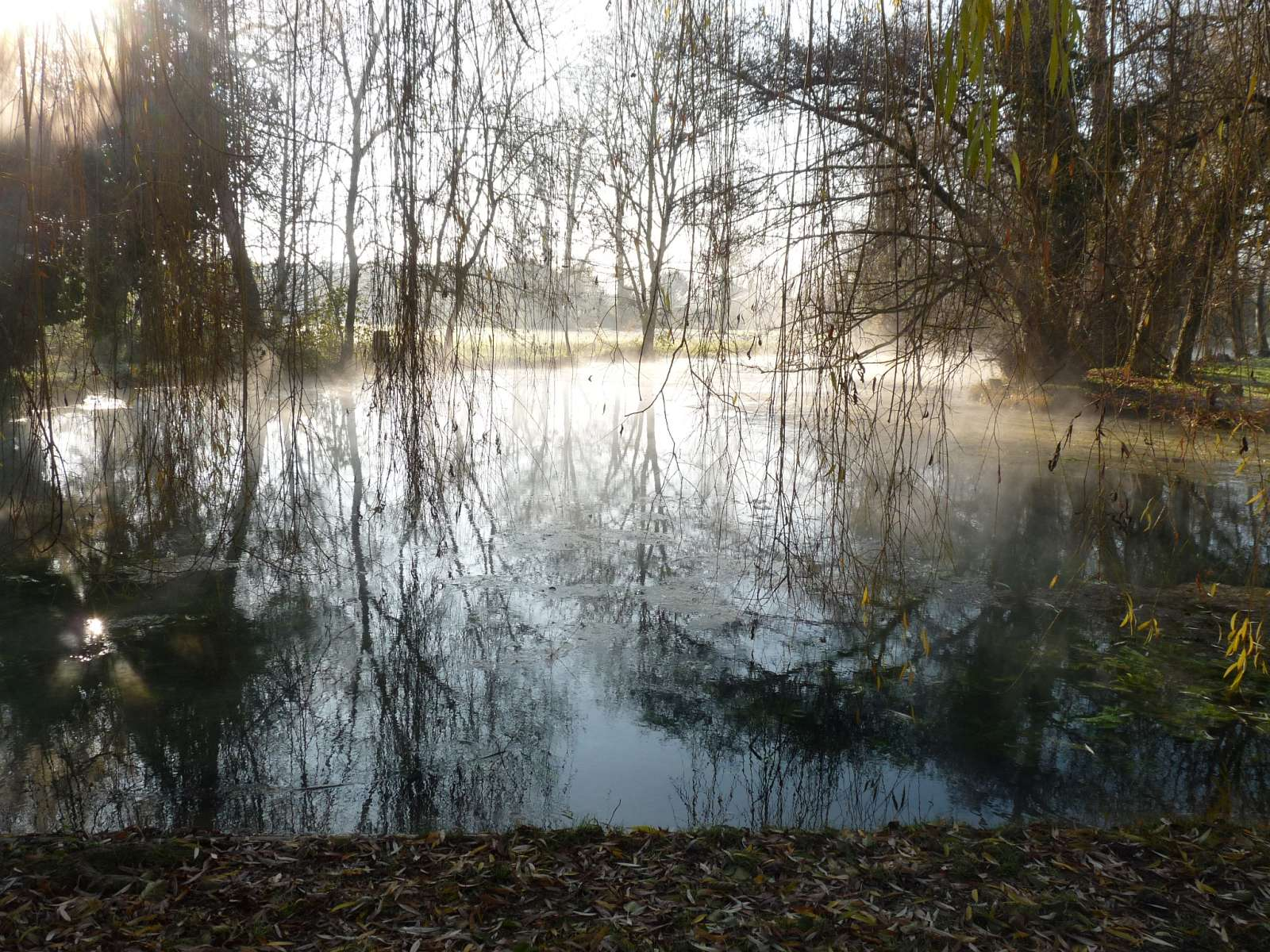
Le Gouffre en hiver
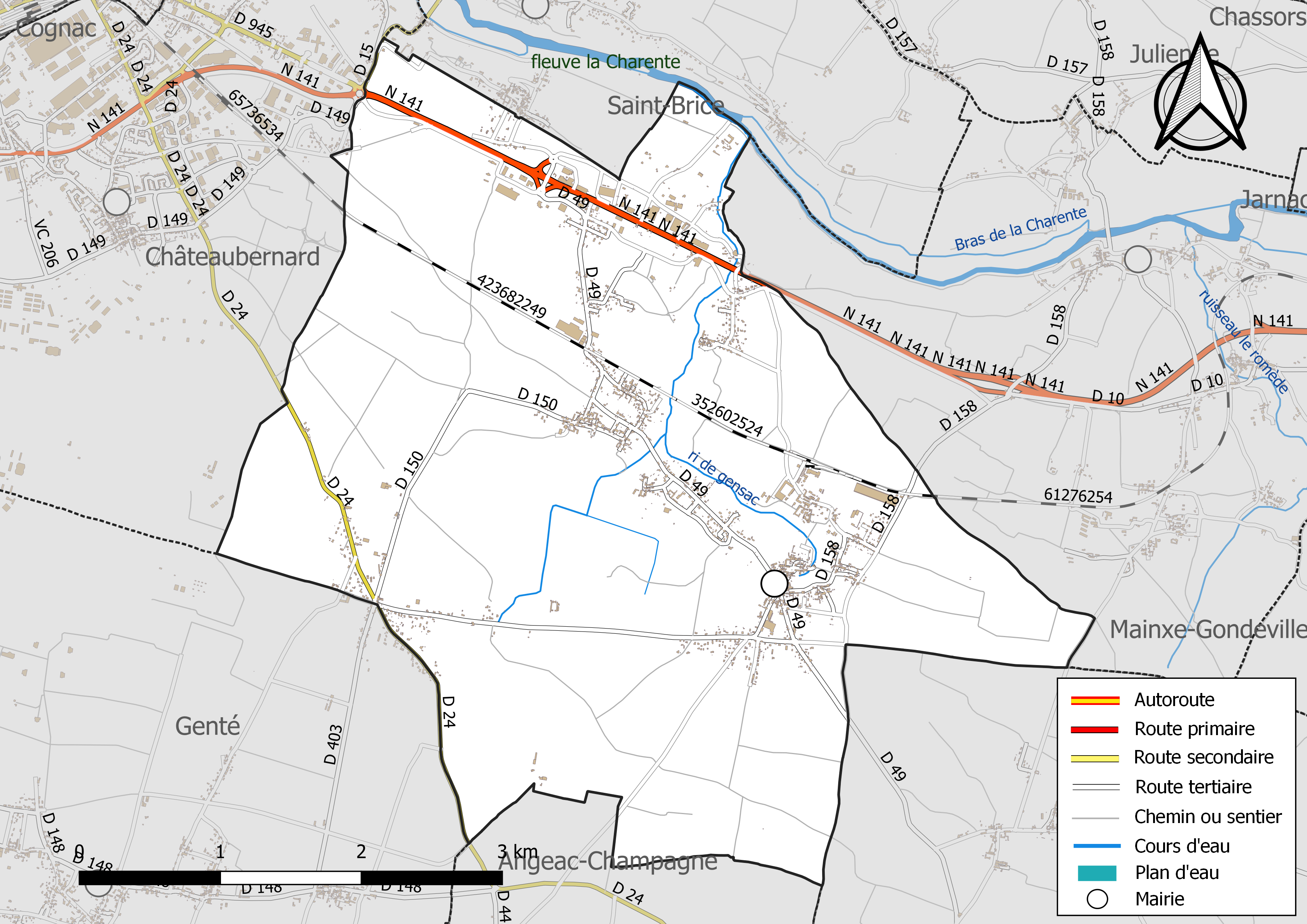
Réseaux hydrographique et routier de Gensac-la-Pallue

#### Gestion des eaux
Le territoire communal est couvert par le schéma d'aménagement et de gestion des eaux (SAGE) « Charente ». Ce document de planification, dont le territoire correspond au bassin de la Charente, d'une superficie de 9 300 km2, a été approuvé le 19 novembre 2019. La structure porteuse de l'élaboration et de la mise en œuvre est l'établissement public territorial de bassin Charente. Il définit sur son territoire les objectifs généraux d’utilisation, de mise en valeur et de protection quantitative et qualitative des ressources en eau superficielle et souterraine, en respect des objectifs de qualité définis dans le troisième SDAGE  du Bassin Adour-Garonne qui couvre la période 2022-2027, approuvé le 10 mars 2022.

### Climat
Comme dans les trois quarts sud et ouest du département, le climat est océanique aquitain.

## Urbanisme

### Typologie
Au 1er janvier 2024, Gensac-la-Pallue est catégorisée commune rurale à habitat dispersé, selon la nouvelle grille communale de densité à 7 niveaux définie par l'Insee en 2022.
Elle est située hors unité urbaine. Par ailleurs la commune fait partie de l'aire d'attraction de Cognac, dont elle est une commune de la couronne,. Cette aire, qui regroupe 44 communes, est catégorisée dans les aires de 50 000 à moins de 200 000 habitants,.

### Occupation des sols
L'occupation des sols de la commune, telle qu'elle ressort de la base de données européenne d’occupation biophysique des sols Corine Land Cover (CLC), est marquée par l'importance des territoires agricoles (77,2 % en 2018), en diminution par rapport à 1990 (80,1 %). La répartition détaillée en 2018 est la suivante : 
terres arables (42,3 %), cultures permanentes (22,7 %), zones agricoles hétérogènes (9 %), zones urbanisées (8,8 %), forêts (7,2 %), zones industrielles ou commerciales et réseaux de communication (4,8 %), prairies (3,2 %), zones humides intérieures (2 %). L'évolution de l’occupation des sols de la commune et de ses infrastructures peut être observée sur les différentes représentations cartographiques du territoire : la carte de Cassini (XVIIIe siècle), la carte d'état-major (1820-1866) et les cartes ou photos aériennes de l'IGN pour la période actuelle (1950 à aujourd'hui).

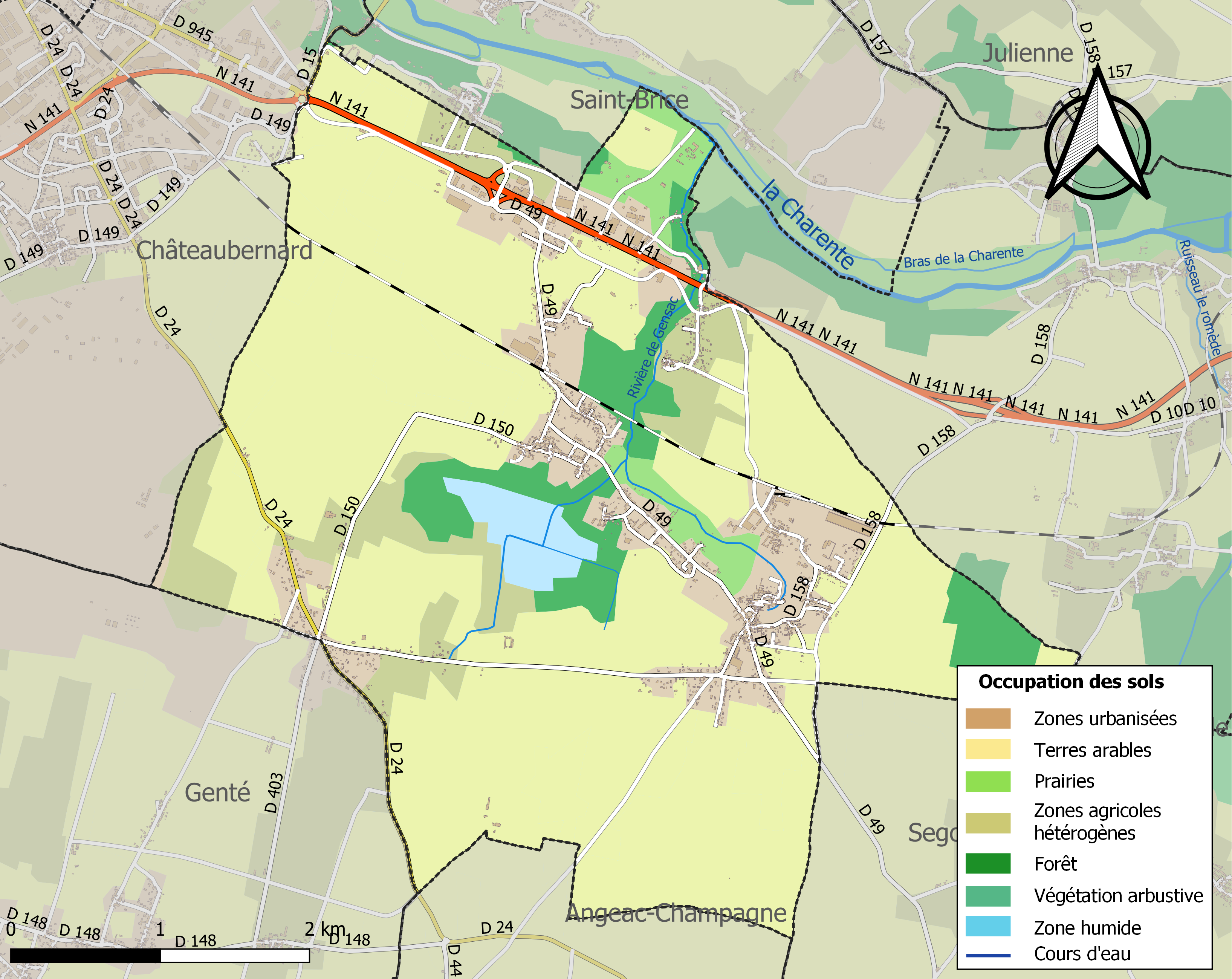
Carte des infrastructures et de l'occupation des sols de la commune en 2018 (CLC).

### Risques majeurs
Le territoire de la commune de Gensac-la-Pallue est vulnérable à différents aléas naturels : météorologiques (tempête, orage, neige, grand froid, canicule ou sécheresse), inondations et séisme (sismicité modérée). Il est également exposé à un risque technologique,  le transport de matières dangereuses. Un site publié par le BRGM permet d'évaluer simplement et rapidement les risques d'un bien localisé soit par son adresse soit par le numéro de sa parcelle.

#### Risques naturels
La commune fait partie du territoire à risques importants d'inondation (TRI) Saintes-Cognac-Angoulême, regroupant 46 communes concernées par un risque de débordement du fleuve Charente (34 en Charente et 12 en Charente-Maritime), un des 18 TRI qui ont été arrêtés fin 2012 sur le bassin Adour-Garonne. Les événements antérieurs à 2014 les plus significatifs sont les crues de l'hiver 1779, de 1842, de 1859, du 9 décembre 1882 du 19 février 1904, du 10 janvier 1961, de mars-avril 1962, du 24 décembre 1982 et du 8 janvier 1994. Des cartes des surfaces inondables ont été établies pour trois scénarios : fréquent (crue de temps de retour de 10 ans à 30 ans), moyen (temps de retour de 100 ans à 300 ans) et extrême (temps de retour de l'ordre de 1 000 ans, qui met en défaut tout système de protection). La commune a été reconnue en état de catastrophe naturelle au titre des dommages causés par les inondations et coulées de boue survenues en 1982, 1986, 1987, 1993, 1999 et 2021,.

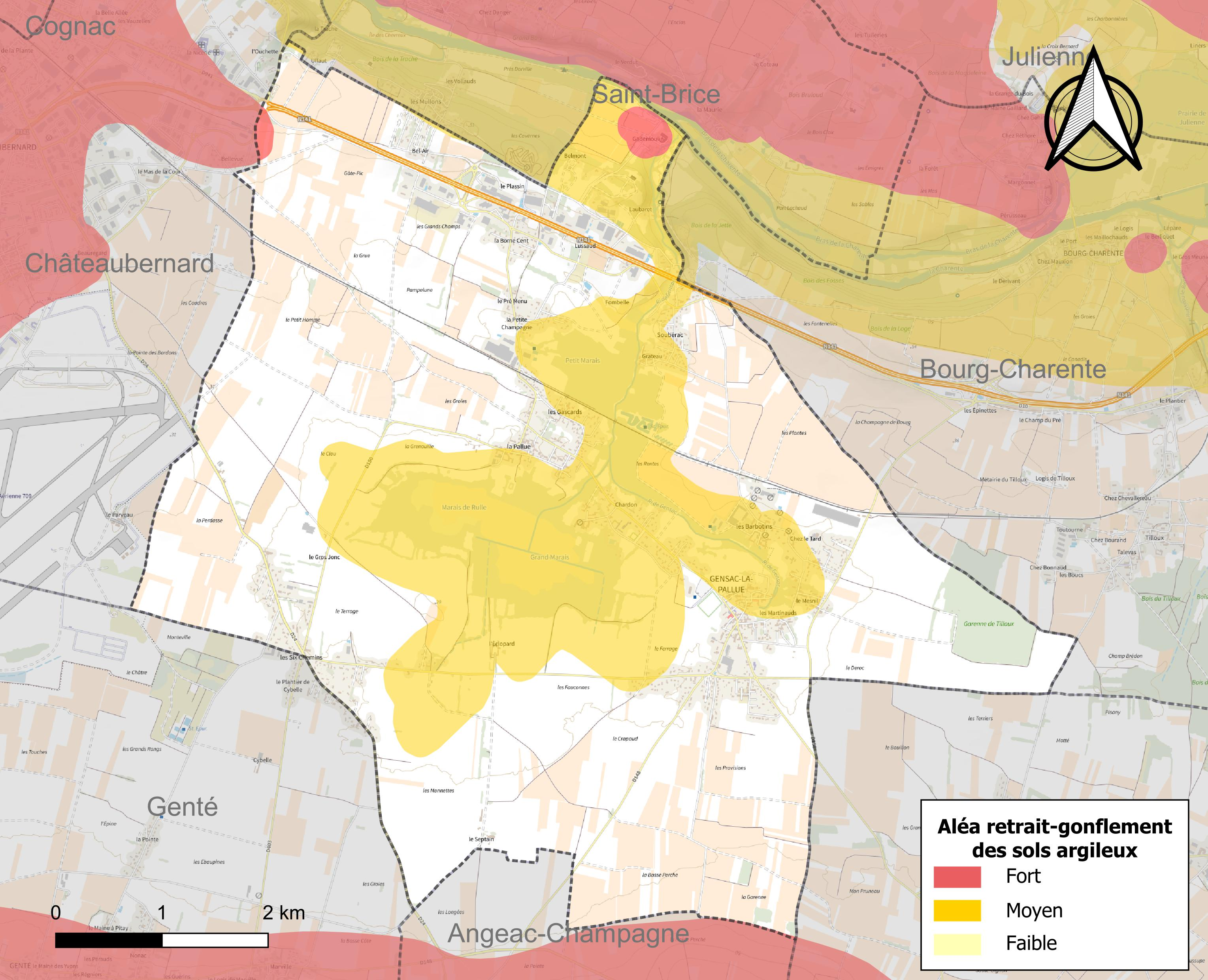
Carte des zones d'aléa retrait-gonflement des sols argileux de Gensac-la-Pallue.

Le retrait-gonflement des sols argileux est susceptible d'engendrer des dommages importants aux bâtiments en cas d’alternance de périodes de sécheresse et de pluie. 28,8 % de la superficie communale est en aléa moyen ou fort (67,4 % au niveau départemental et 48,5 % au niveau national). Sur les 767 bâtiments dénombrés sur la commune en 2019,  332 sont en aléa moyen ou fort, soit 43 %, à comparer aux 81 % au niveau départemental et 54 % au niveau national. Une cartographie de l'exposition du territoire national au retrait gonflement des sols argileux est disponible sur le site du BRGM,.
Par ailleurs, afin de mieux appréhender le risque d’affaissement de terrain, l'inventaire national des cavités souterraines permet de localiser celles situées sur la commune.
Concernant les mouvements de terrains, la commune a été reconnue en état de catastrophe naturelle au titre des dommages causés par des mouvements de terrain en 1999.

#### Risques technologiques
Le risque de transport de matières dangereuses sur la commune est lié à sa traversée par une ou des infrastructures routières ou ferroviaires importantes ou la présence d'une canalisation de transport d'hydrocarbures. Un accident se produisant sur de telles infrastructures est susceptible d’avoir des effets graves sur les biens, les personnes ou l'environnement, selon la nature du matériau transporté. Des dispositions d’urbanisme peuvent être préconisées en conséquence.

## Toponymie
Les formes anciennes sont Gentiaco en 1100,, Geencac, Gencac, Gensac en 1234,.
L'origine du nom de Gensac remonterait à un personnage gallo-romain Gentius auquel est apposé le suffixe -acum, ce qui correspondrait au « domaine de Gentius »,.
La Pallue représente une forme francisée du nom commun occitan palud, issu du latin palude(m), accusatif de palus, paludis « marais » Ce mot est féminin en latin, d'où l'article défini La et la terminaison -e. La région au sud de la Pallue s'appelle encore le Grand Marais.

## Histoire

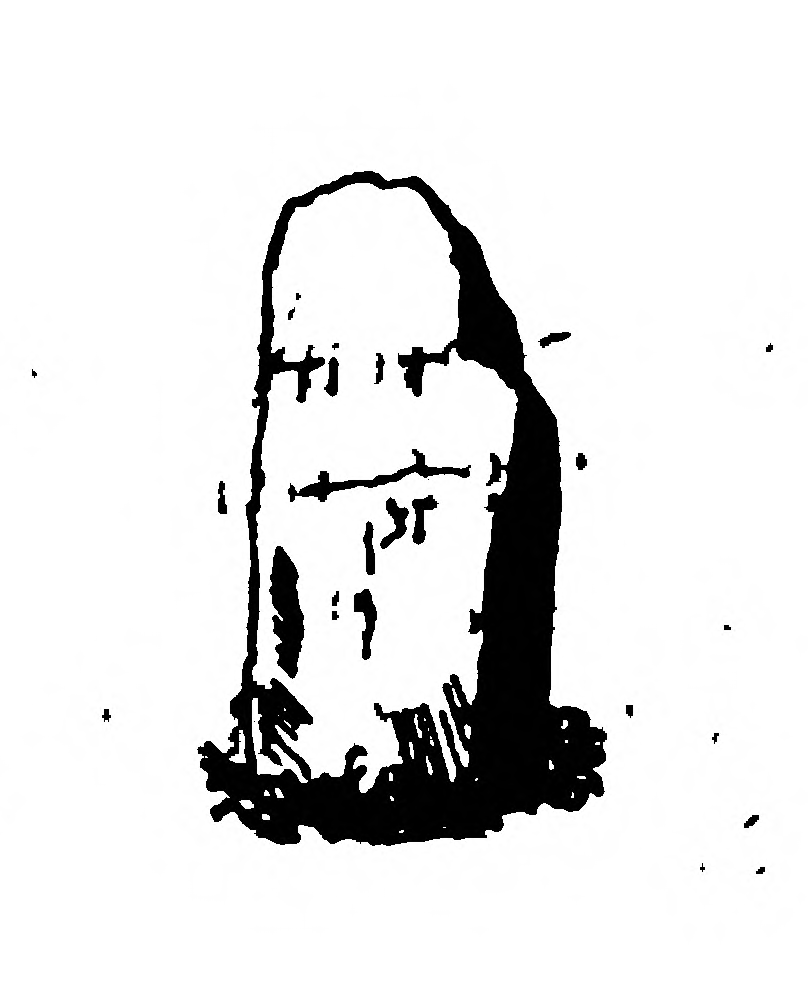
La Grande Borne, aujourd'hui disparue, tel que publiée par Jean-Hippolyte Michon en 1844.

Des fossés protohistoriques ont été trouvés, circulaires  au lieu-dit le Deroc, circulaires et carrés aux Fauconnes et carrés à la Garenne de Tilloux.
François-Marie Bourignon (ou Bourguignon), en 1801, a fait l'hypothèse que la Grande Borne ait été un milliaire, sur laquelle il distinguait quelques lettres. Cette pierre faisait 1,15 m de haut, 0,50 m de large et 0,26 m de profondeur. Alors plantée au carrefour des Six Chemins, et depuis disparue, elle a été décrite en 1844 par l'abbé Michon,. Ce dernier doutait beaucoup que ce soit une borne romaine, à cause de sa forme inhabituellement brute, mais hasardait aussi quelques lettres. Toutefois, elle se trouvait sur le chemin Boisné, considéré comme une voie romaine et route médiévale allant de Saintes à Périgueux, au sud du bourg.
Initialement relevant du comté d'Angoumois, la terre de Gensac était une seigneurie qui faisait partie, avec Roissac et Marville d'une transaction qui a eu lieu en 1231 entre les comtes d'Angoulême, en l'occurrence Hugues X de Lusignan et sa femme Isabelle, ex-reine d'Angleterre, et Itier II de Barbezieux, de Saintonge. Ce dernier renonçait aux droits sur la terre de Merpins en échange de ceux sur ces trois seigneuries,.
Le premier château de Garde Moulin (ou Gademoulin) du XIVe siècle a été incendié en 1548 lors des troubles de la révolte de la gabelle. Il est racheté en  1604 par la famille de Saint-Marsault qui reconstruit un château, qui, en 1715 devient la propriété du grand séminaire de Saintes. Il sera vendu comme bien national, puis démoli. Le château actuel est le troisième château, construit à partir de 1815.
La terre de l'Éclopart est mentionnée dès 1537.
La terre du Perron est attestée depuis le XVIIe siècle.
Le 7 mars 1787 les représentants de Gensac à l'assemblée préliminaire des États généraux de 1789 qui se tient à la salle capitulaire des Récollets de Cognac sont le notaire Pierre Vivien Bouteleau, Jacques Pinard et Pierre Longuet.
En 1857, les deux communes de La Pallue et Gensac n'en ont formé qu'une seule. Par contre, le territoire de Roissac fut réuni à Angeac-Champagne,.
En 1867, la ligne d'Angoulême à Saintes a été mise en service et le bourg de Gensac était desservi par une gare.

## Administration

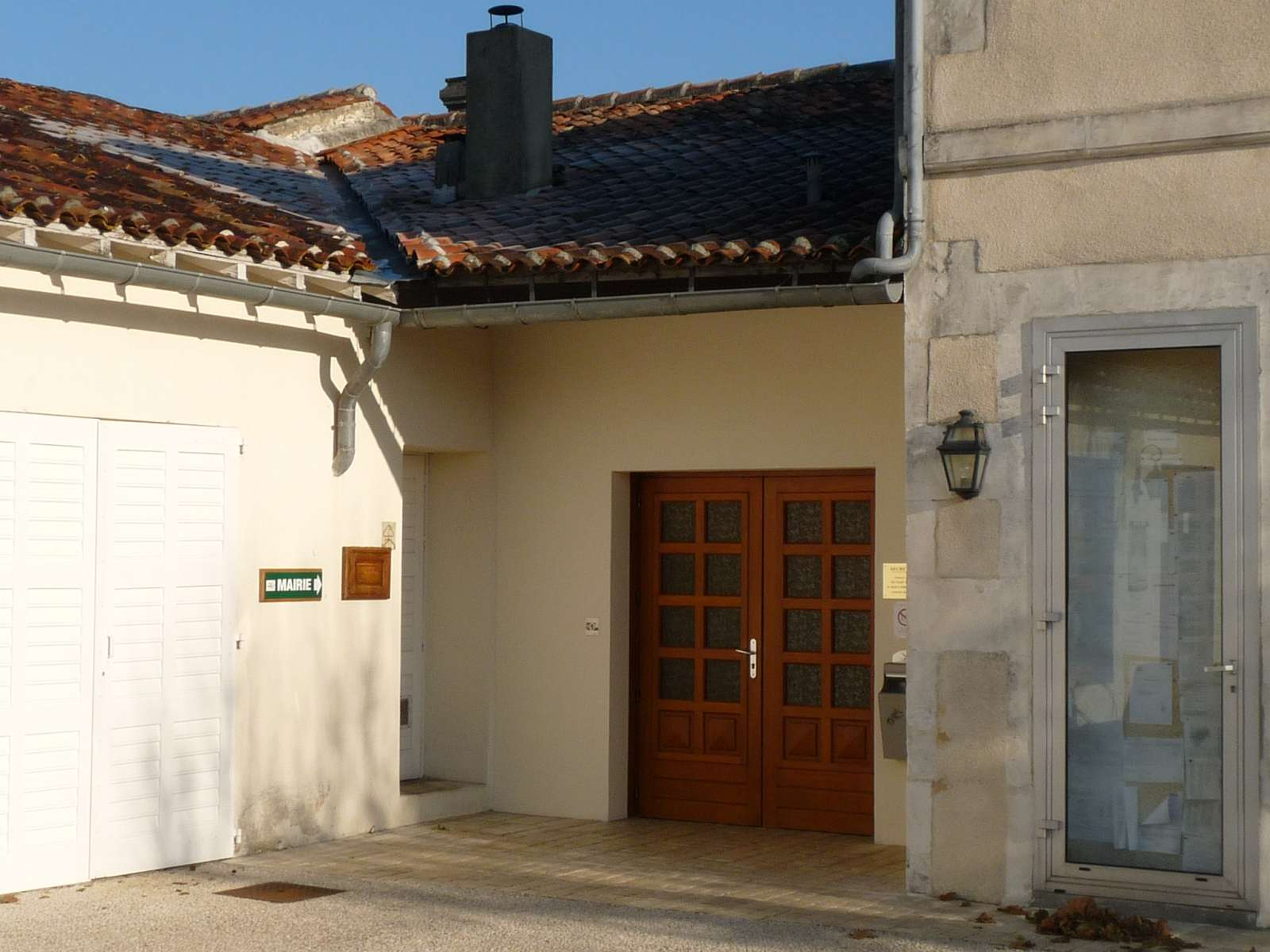
La mairie en 2010.

| Période                                  | Période  | Identité           | Étiquette | Qualité           |
| ---------------------------------------- | -------- | ------------------ | --------- | ----------------- |
| Les données manquantes sont à compléter. |          |                    |           |                   |
| 2001                                     | 2008     | Michel Baldacchino |           |                   |
| 2008                                     | 2022     | Bernard Mauzé      | SE-DVD    | Chef d'entreprise |
| 2022                                     | En cours | Cédric Dupuy       | SE        |                   |

## Démographie

### Évolution démographique
L'évolution du nombre d'habitants est connue à travers les recensements de la population effectués dans la commune depuis 1793. Pour les communes de moins de 10 000 habitants, une enquête de recensement portant sur toute la population est réalisée tous les cinq ans, les populations de référence des années intermédiaires étant quant à elles estimées par interpolation ou extrapolation. Pour la commune, le premier recensement exhaustif entrant dans le cadre du nouveau dispositif a été réalisé en 2007.

En 2022, la commune comptait 1 614 habitants, en évolution de +2,74 % par rapport à 2016 (Charente : −0,48 %, France hors Mayotte : +2,11 %).
| 1793 | 1800 | 1806 | 1821 | 1831 | 1841 | 1846  | 1851  | 1856  |
| ---- | ---- | ---- | ---- | ---- | ---- | ----- | ----- | ----- |
| 783  | 882  | 901  | 822  | 837  | 954  | 1 003 | 1 044 | 1 596 |

| 1861  | 1866  | 1872  | 1876  | 1881 | 1886 | 1891 | 1896 | 1901 |
| ----- | ----- | ----- | ----- | ---- | ---- | ---- | ---- | ---- |
| 1 025 | 1 077 | 1 093 | 1 016 | 923  | 902  | 890  | 867  | 834  |

| 1906 | 1911 | 1921 | 1926 | 1931 | 1936 | 1946 | 1954 | 1962 |
| ---- | ---- | ---- | ---- | ---- | ---- | ---- | ---- | ---- |
| 848  | 789  | 730  | 757  | 902  | 805  | 739  | 870  | 935  |

| 1968 | 1975  | 1982  | 1990  | 1999  | 2006  | 2007  | 2012  | 2017  |
| ---- | ----- | ----- | ----- | ----- | ----- | ----- | ----- | ----- |
| 979  | 1 297 | 1 613 | 1 701 | 1 613 | 1 604 | 1 604 | 1 603 | 1 549 |

| 2022  | - | - | - | - | - | - | - | - |
| ----- | - | - | - | - | - | - | - | - |
| 1 614 | - | - | - | - | - | - | - | - |

### Pyramide des âges
La population de la commune est relativement âgée.
En 2018, le taux de personnes d'un âge inférieur à 30 ans s'élève à 24,3 %, soit en dessous de la moyenne départementale (30,2 %). À l'inverse, le taux de personnes d'âge supérieur à 60 ans est de 36,1 % la même année, alors qu'il est de 32,3 % au niveau départemental.
En 2018, la commune comptait 753 hommes pour 787 femmes, soit un taux de 51,1 % de femmes, légèrement inférieur au taux départemental (51,59 %).
Les pyramides des âges de la commune et du département s'établissent comme suit.
| Hommes | Classe d’âge | Femmes |
| ------ | ------------ | ------ |
| 0,3    | 90 ou +      | 1,4    |
| 8,6    | 75-89 ans    | 10,5   |
| 25,6   | 60-74 ans    | 25,9   |
| 25,3   | 45-59 ans    | 23,9   |
| 14,3   | 30-44 ans    | 15,7   |
| 12,9   | 15-29 ans    | 9,7    |
| 13,0   | 0-14 ans     | 12,9   |

| Hommes | Classe d’âge | Femmes |
| ------ | ------------ | ------ |
| 1      | 90 ou +      | 2,7    |
| 9,2    | 75-89 ans    | 12     |
| 20,6   | 60-74 ans    | 21,3   |
| 20,7   | 45-59 ans    | 20,3   |
| 16,8   | 30-44 ans    | 16     |
| 15,6   | 15-29 ans    | 13,4   |
| 16,1   | 0-14 ans     | 14,3   |

### Remarques
Gensac absorbe la Pallue en 1857.
Le chiffre de 1856 est suspect.

## Économie

### Agriculture
La viticulture est une activité importante de Gensac-la-Pallue, qui est située dans la zone d'appellation d'origine contrôlée cognac, en Grande Champagne, premier cru classé du cognac.
De petits producteurs de cognac, de pineau des Charentes et de vin de pays sont installés dans la commune.

## Équipements, services et vie locale

### Enseignement
Gensac possède une école primaire, les Chardons, comprenant six classes. 
Le secteur du collège est Segonzac.

### Services
La commune possède quelques commerces, une pizzeria, un restaurant, une bibliothèque et un club 3e âge.

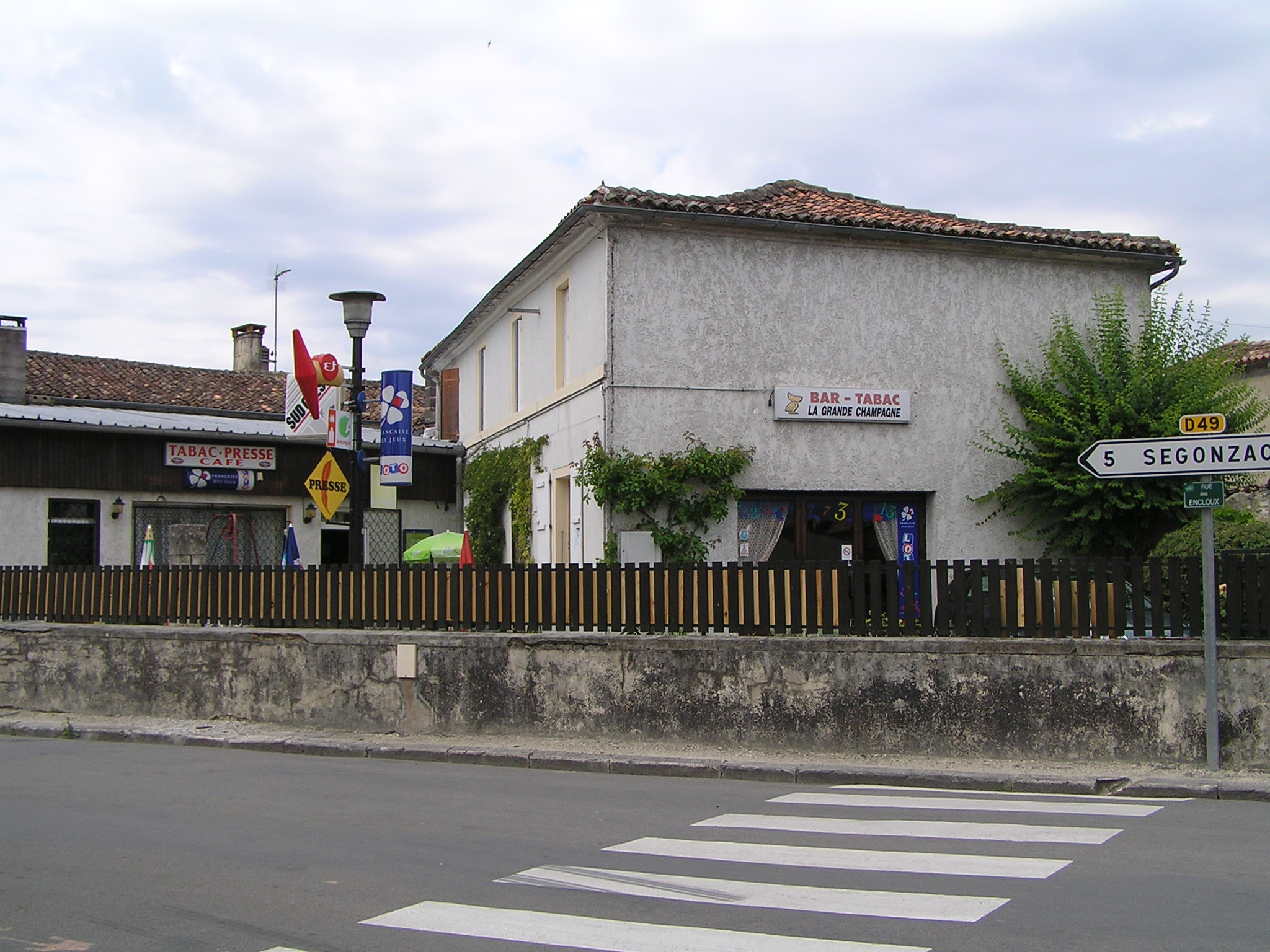
Ancien burreau de tabac (transféré dans le Vival de village).
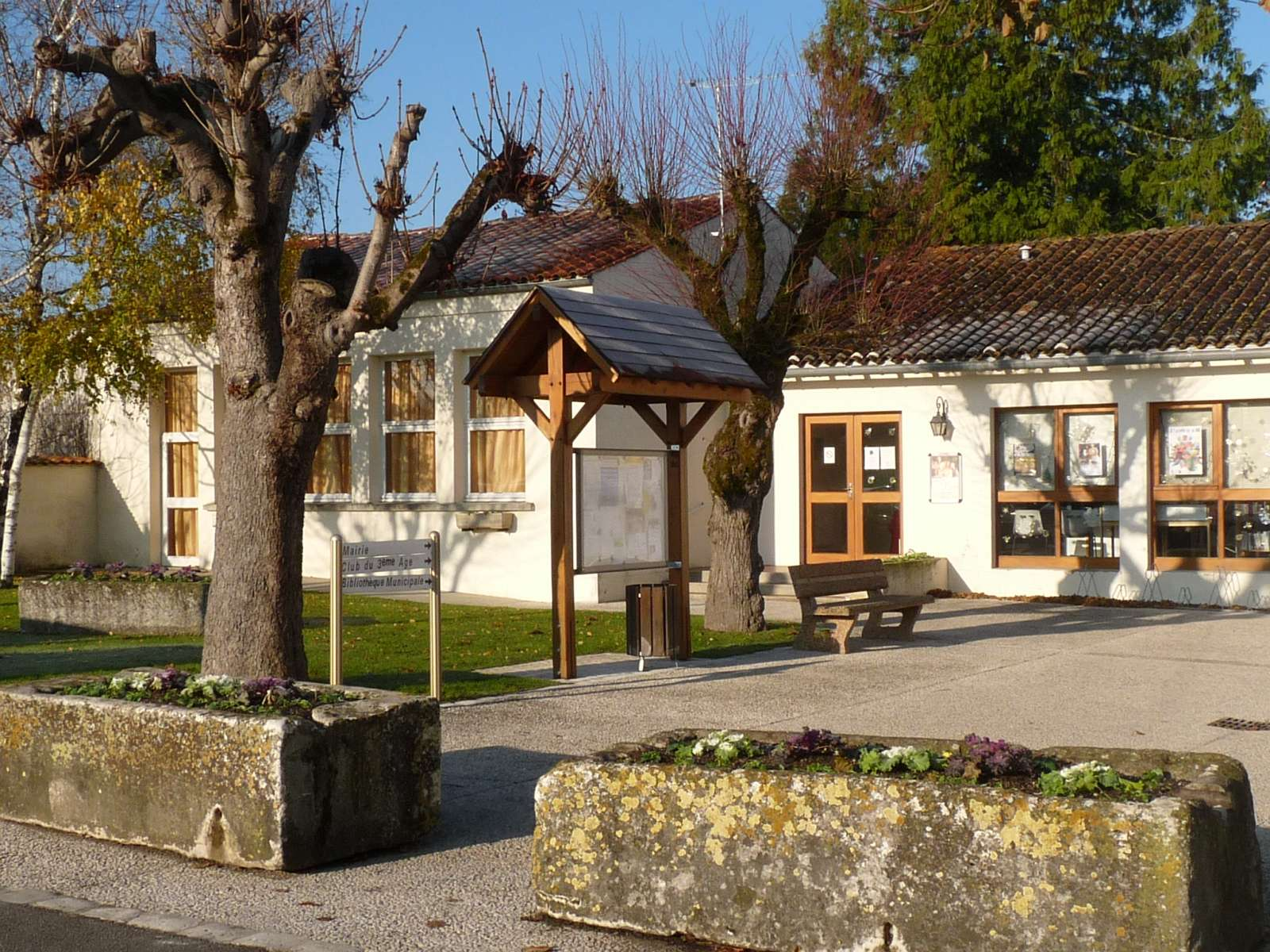
Bibliothèque et club 3e âge.

## Lieux et monuments

### Patrimoine religieux
L'église paroissiale Saint-Martin date de la fin du XIIe siècle. Elle a été endommagée durant les guerres de religion et restaurée en plusieurs fois dont 1724 et à partir de 1847 avec reconstruction du clocher à flèche polygonale, foudroyé le 27 février 1882. Elle est classée monument historique depuis 1882.

Église Saint-Martin
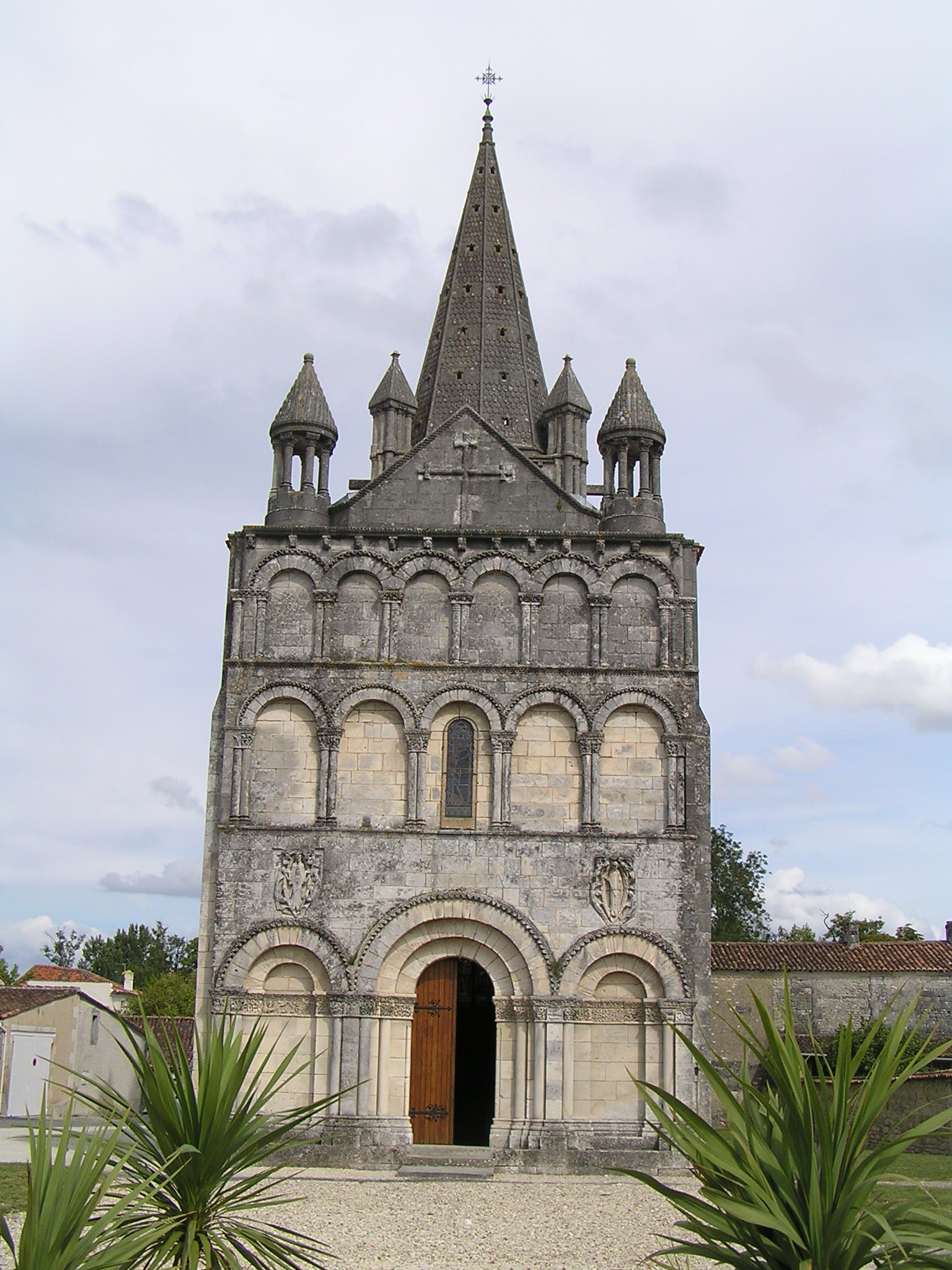
Vue d'ensemble.
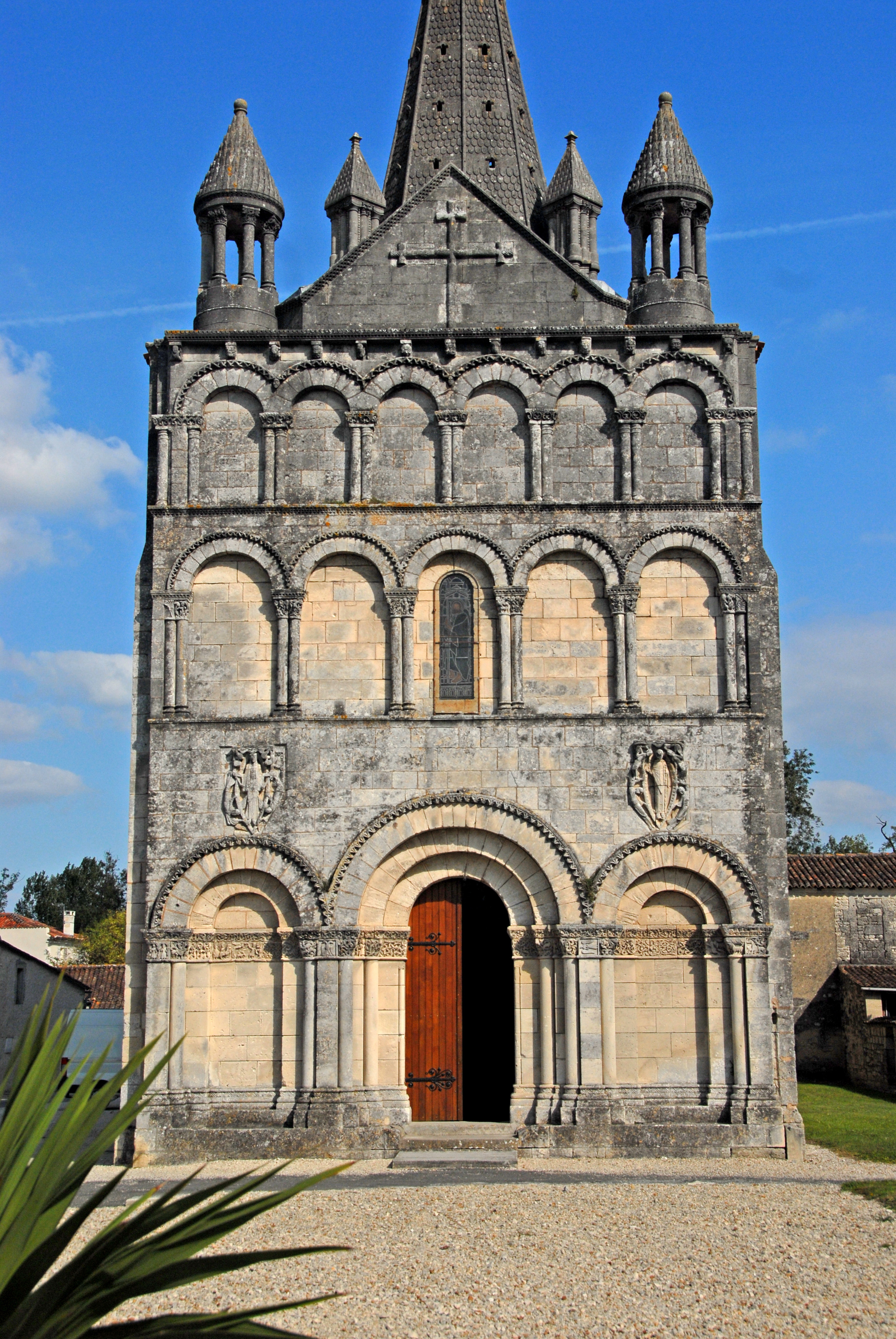
La façade.
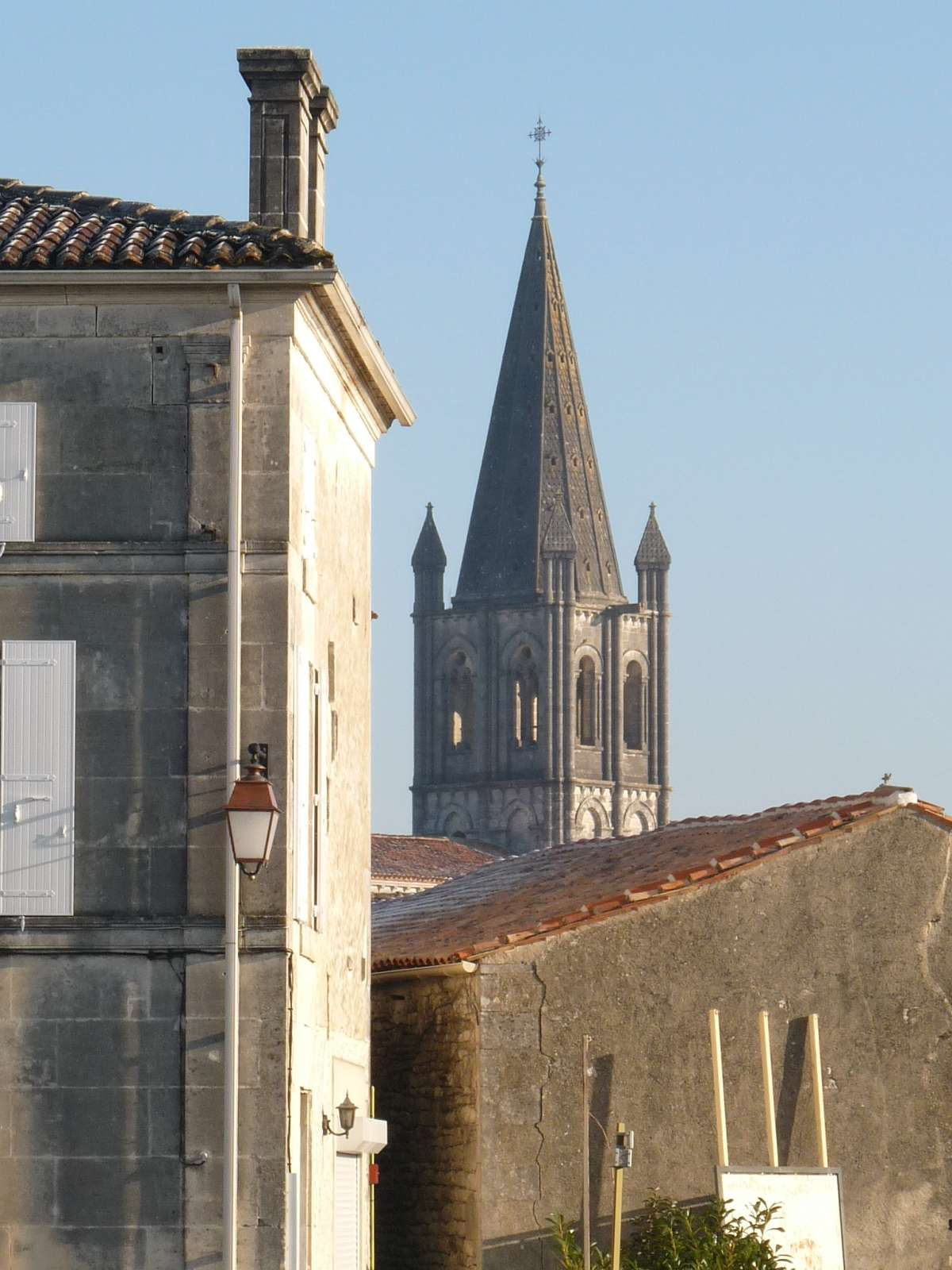
Le clocher.
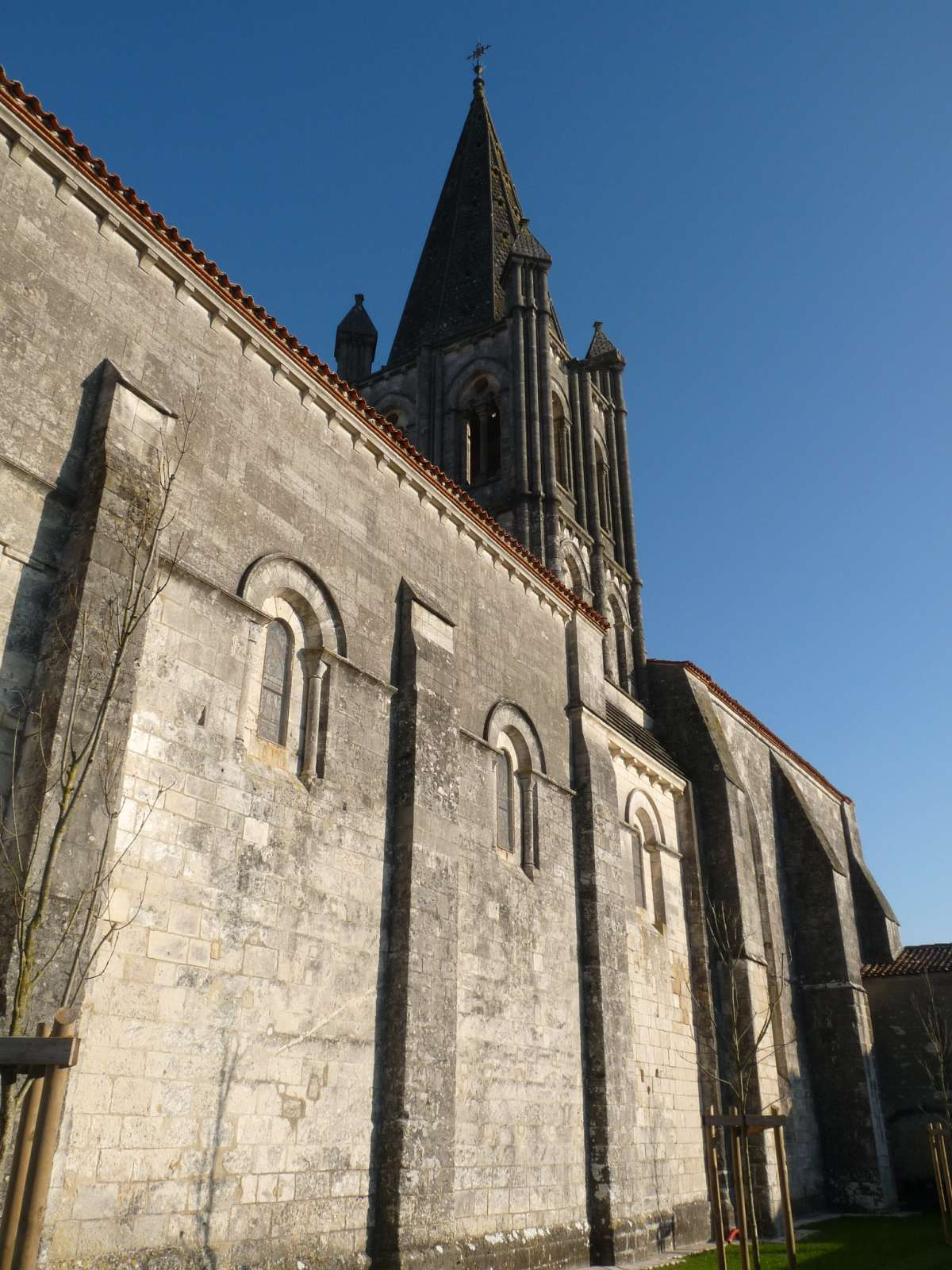
Vue latérale.
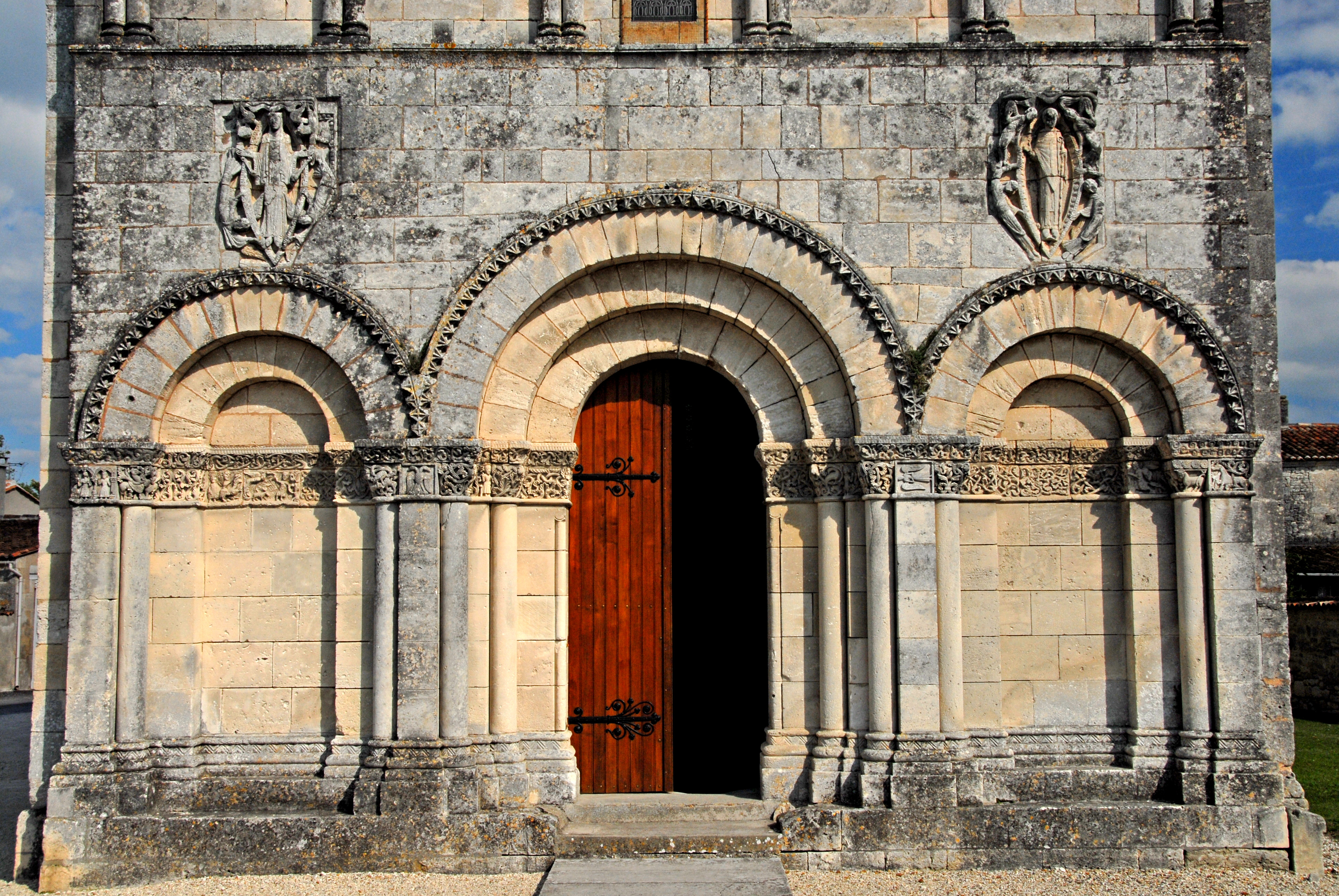
Le portail.
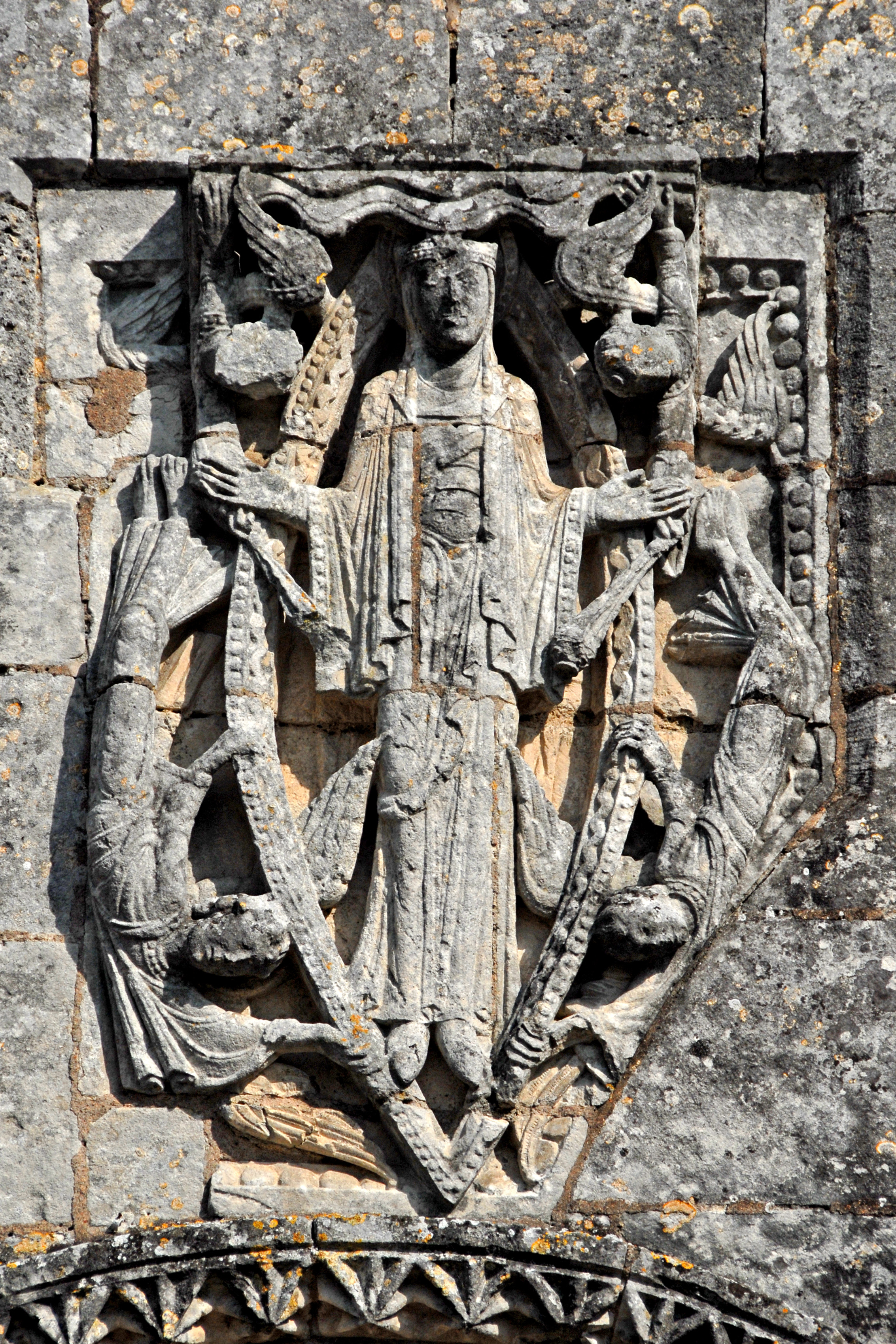
Personnage à gauche.
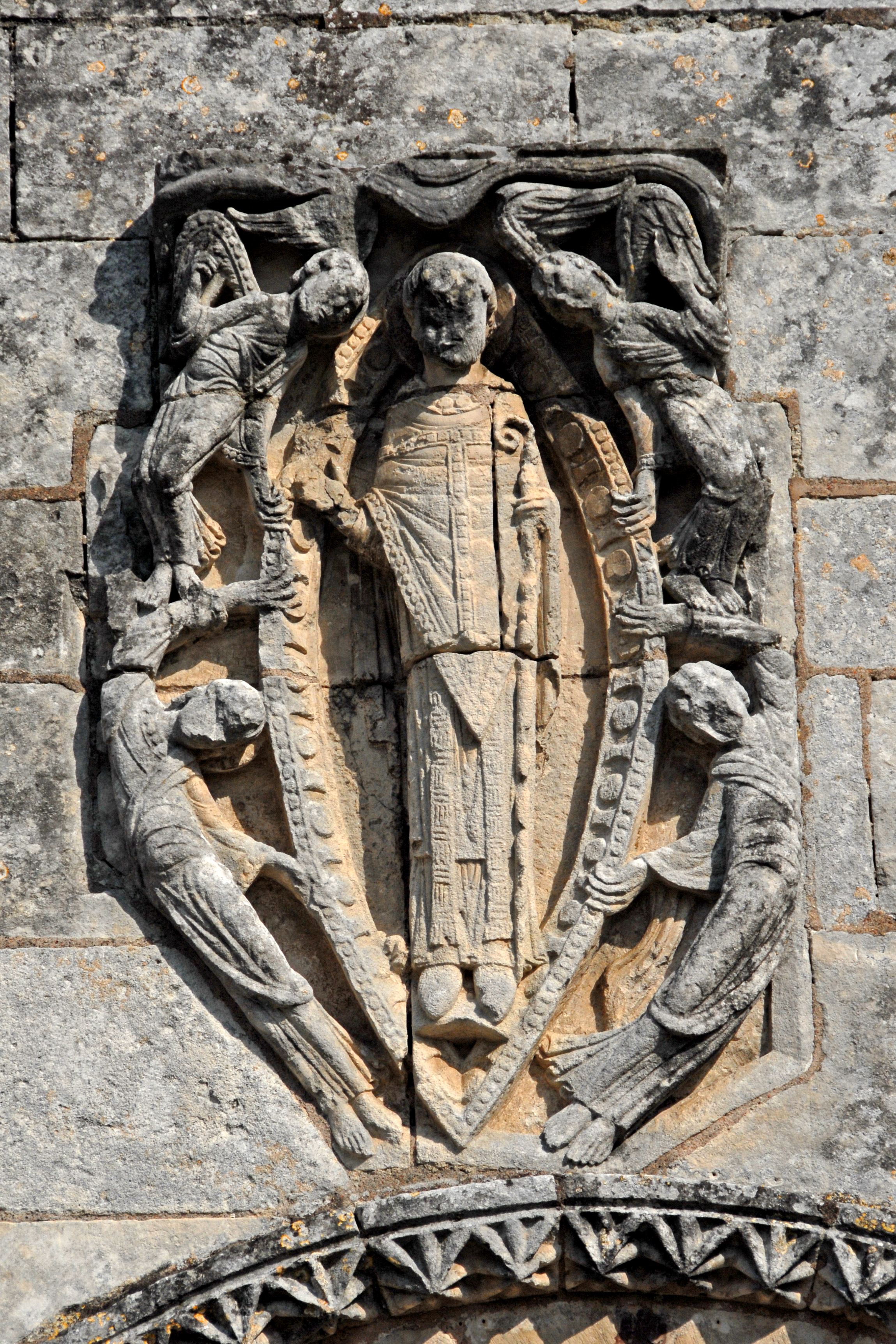
Personnage à droite.
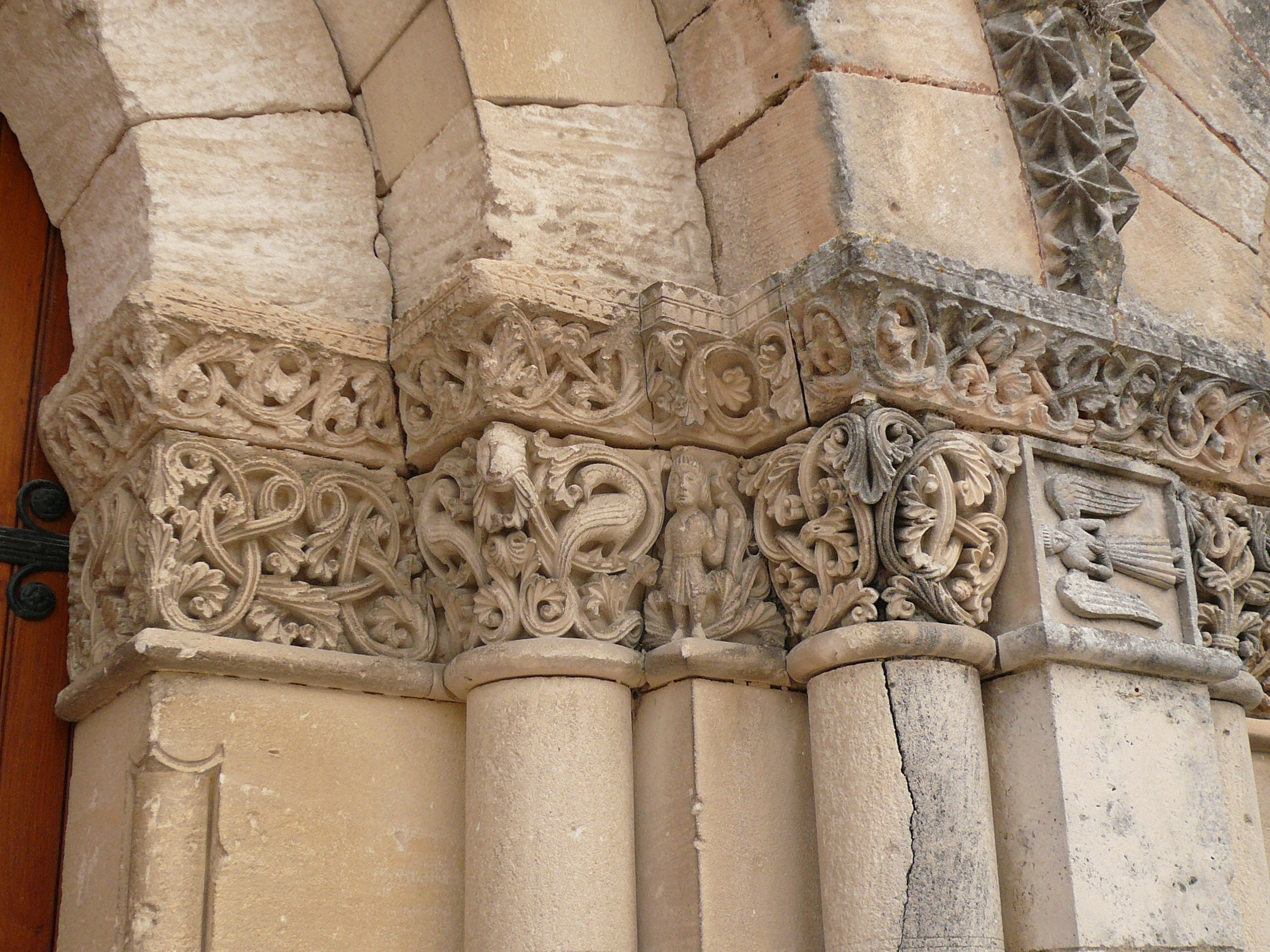
Détails : à droite du portail.
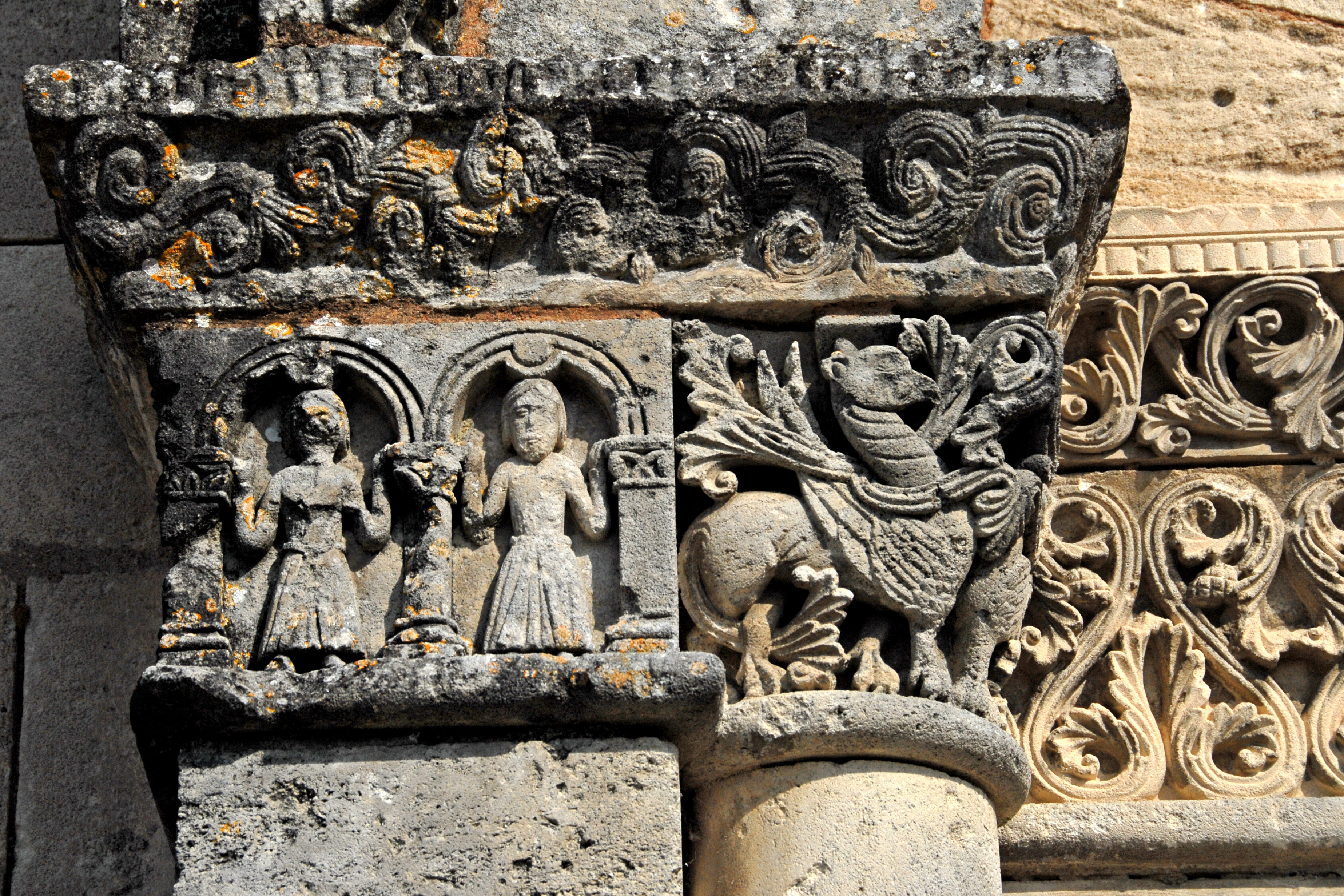
Chapiteaux.
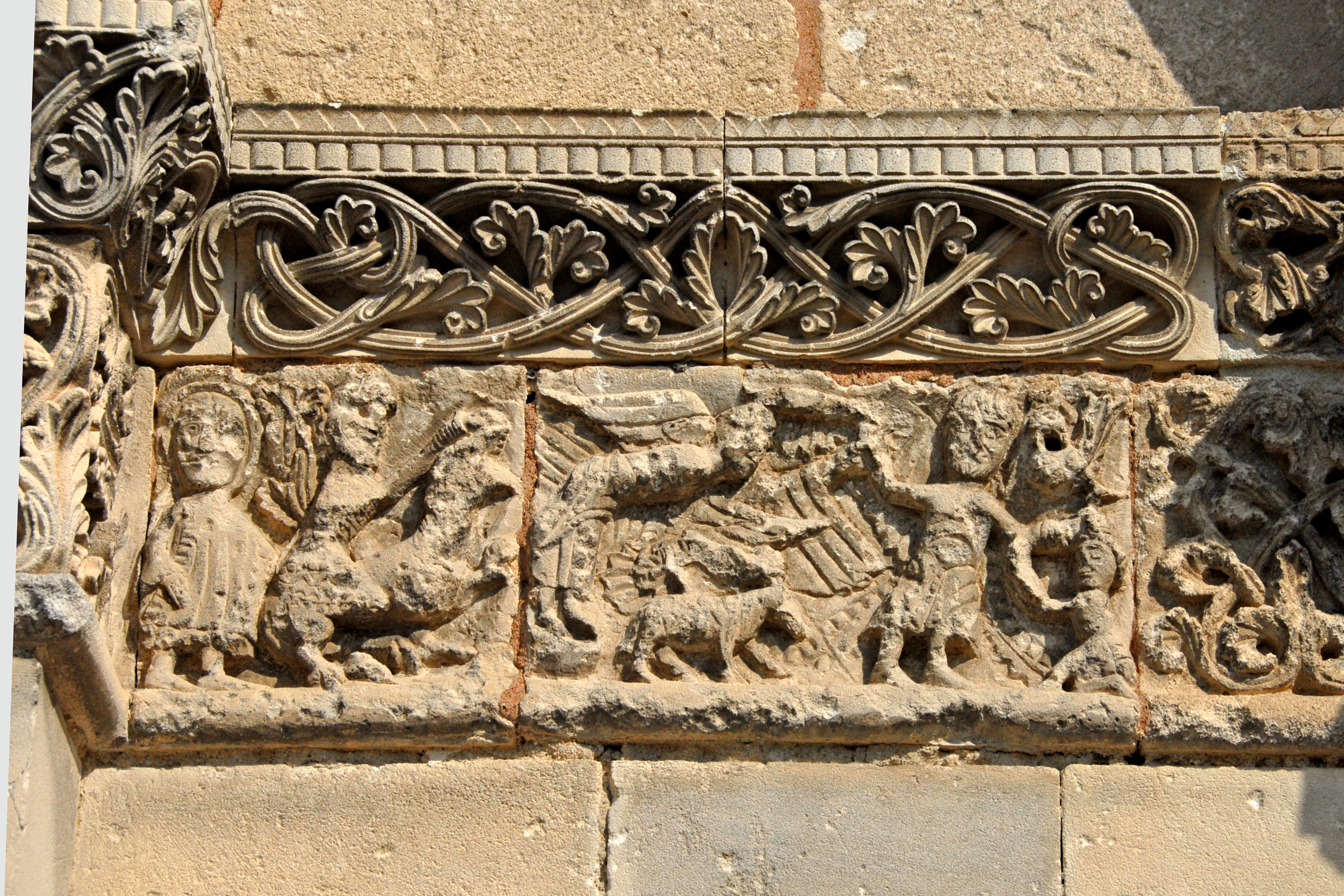
Frise
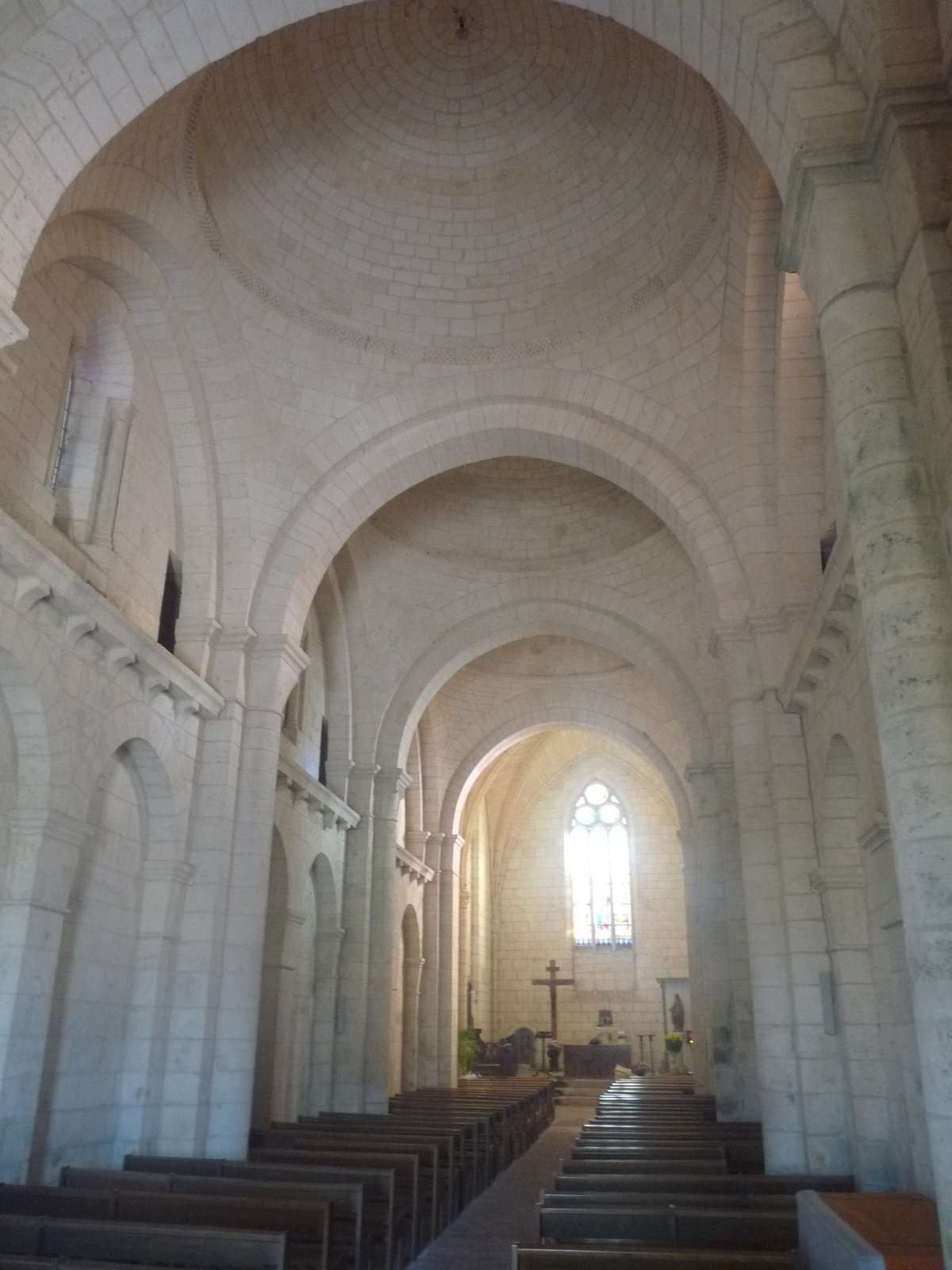
L'intérieur : la nef.
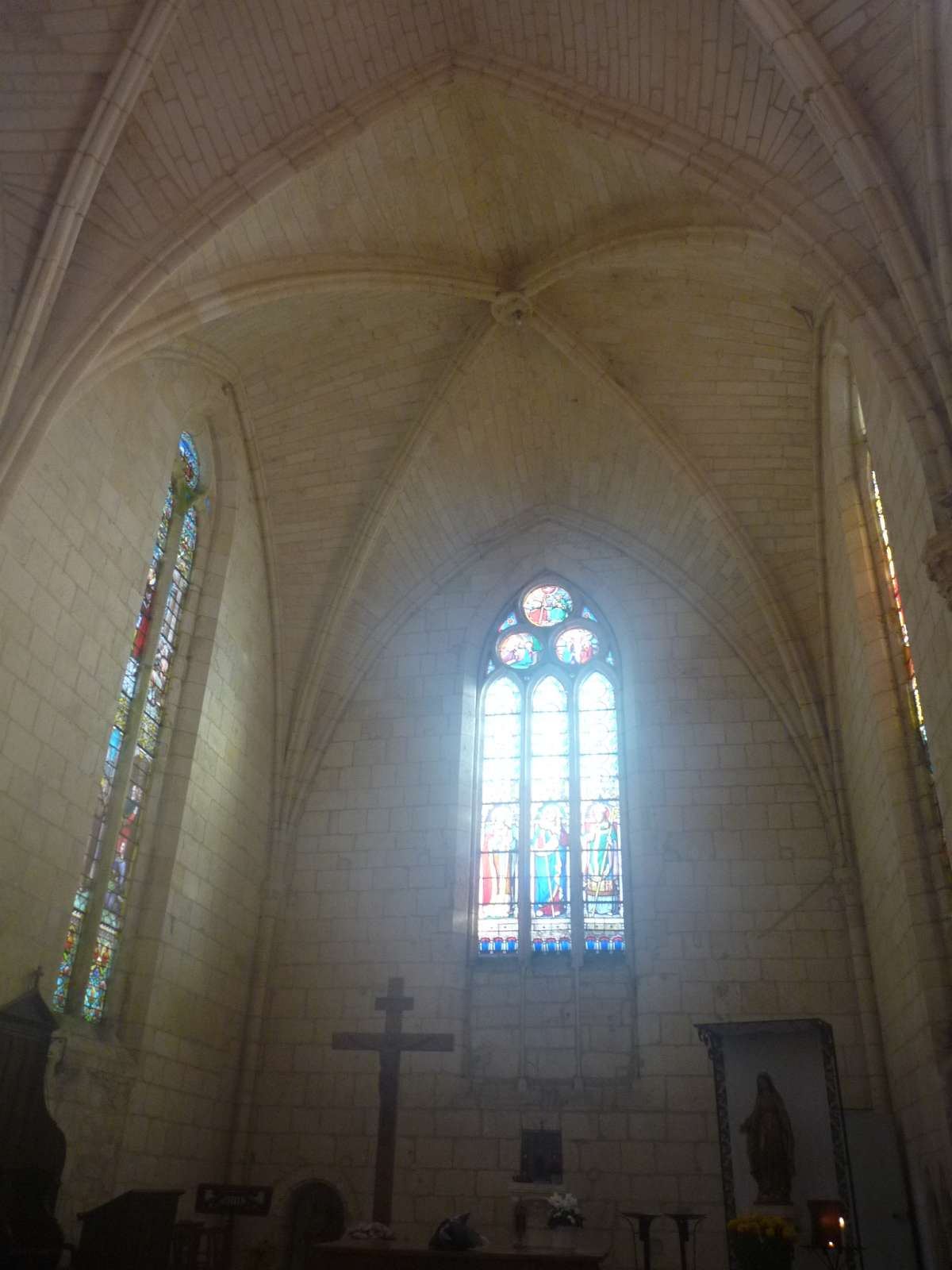
Le chœur.

### Patrimoine civil
Le logis de l'Éclopard a été construit au début du XVIIe siècle. Son corps de logis à un étage est encadré de deux pavillons à toits à pans et couverture de tuiles.  Il est inscrit aux monuments historiques depuis 1986.
L'actuel château de Gademoulins a été reconstruit à partir de 1835 en style néogothique.
Le logis du Perron est de la fin de XIXe siècle.

### Patrimoine environnemental
La fontaine et le lavoir des Martinauds sont antérieurs à 1850.

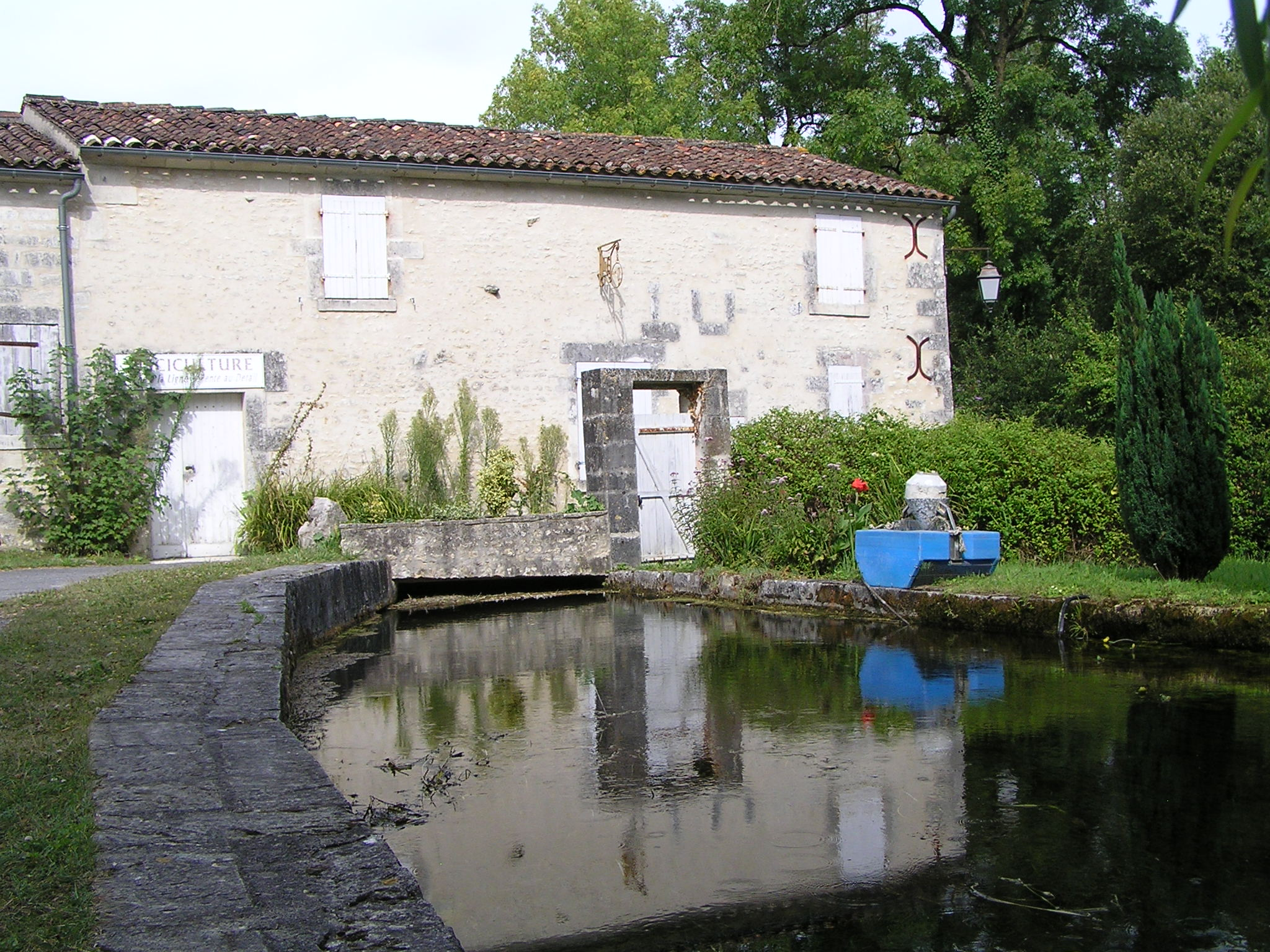
Moulin au Gouffre.
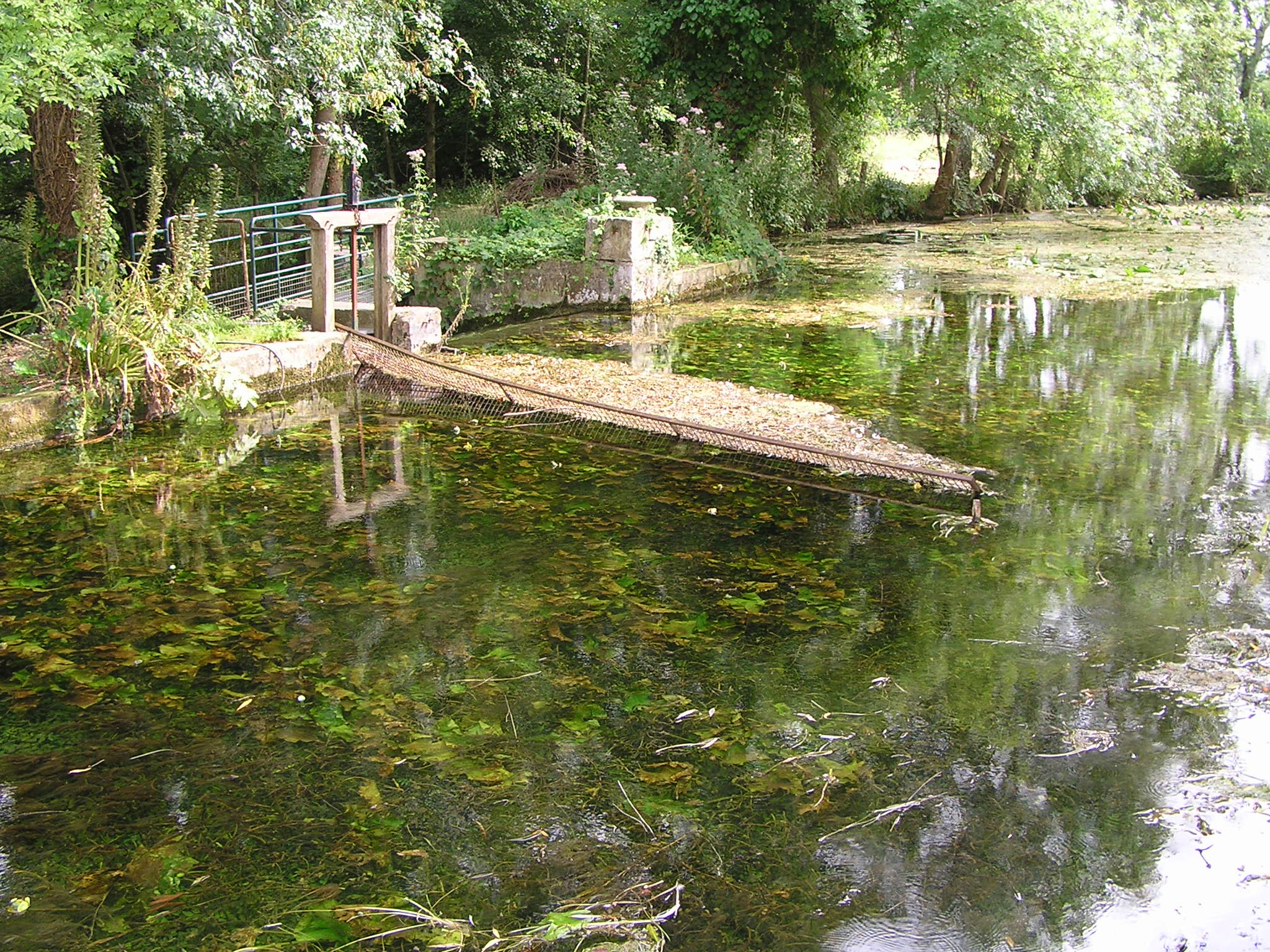
Vanne près de la résurgence.
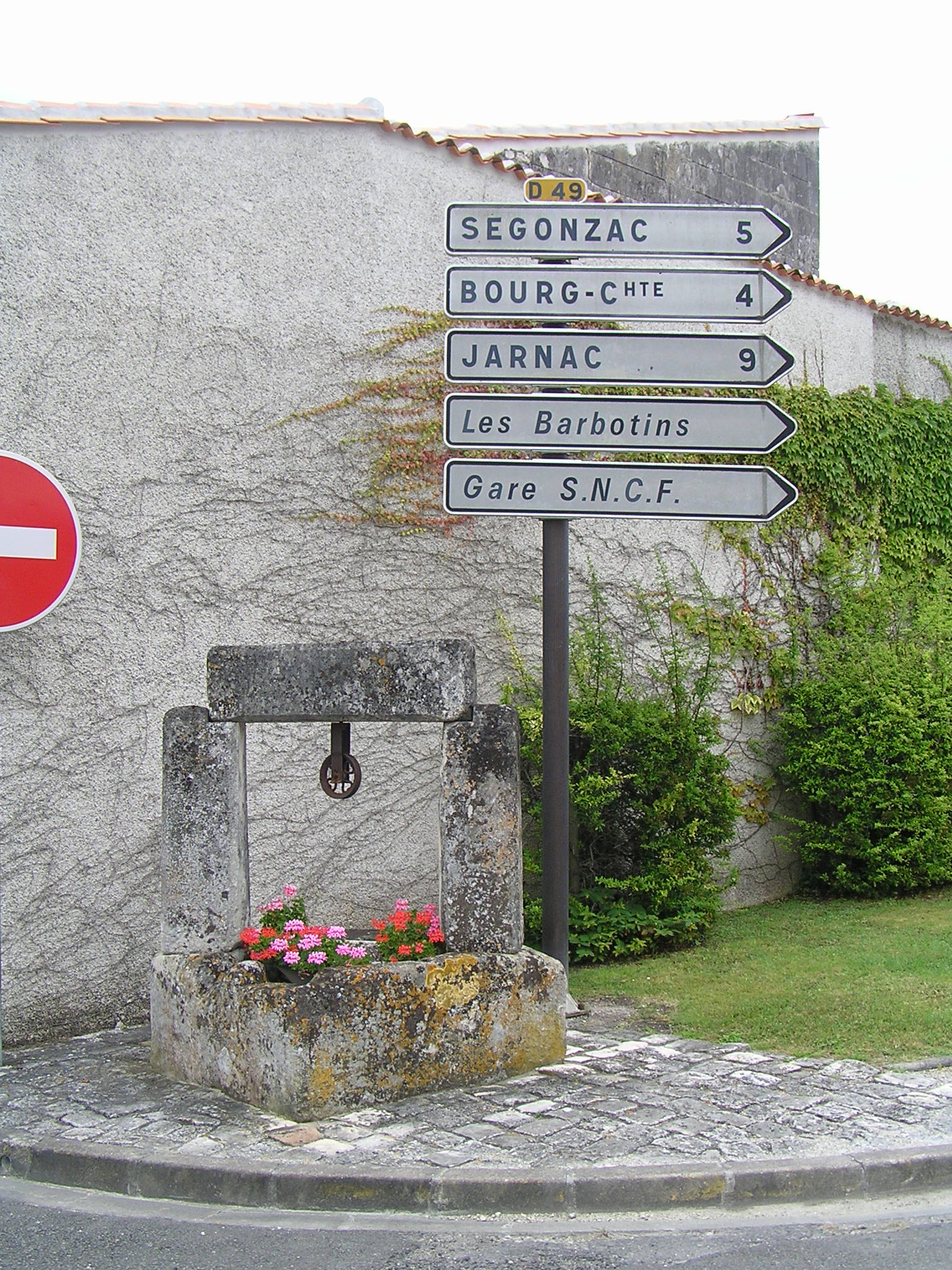
Puits.

## Héraldique
| Blason | Blasonnement : Parti : au 1er de gueules aux trois demi-vols d’argent posés en fasce et rangés en pal, au 2e de gueules aux trois couronnes d’or alternées avec trois lettres M capitales de sable, le tout rangé en pal. |

## Galerie

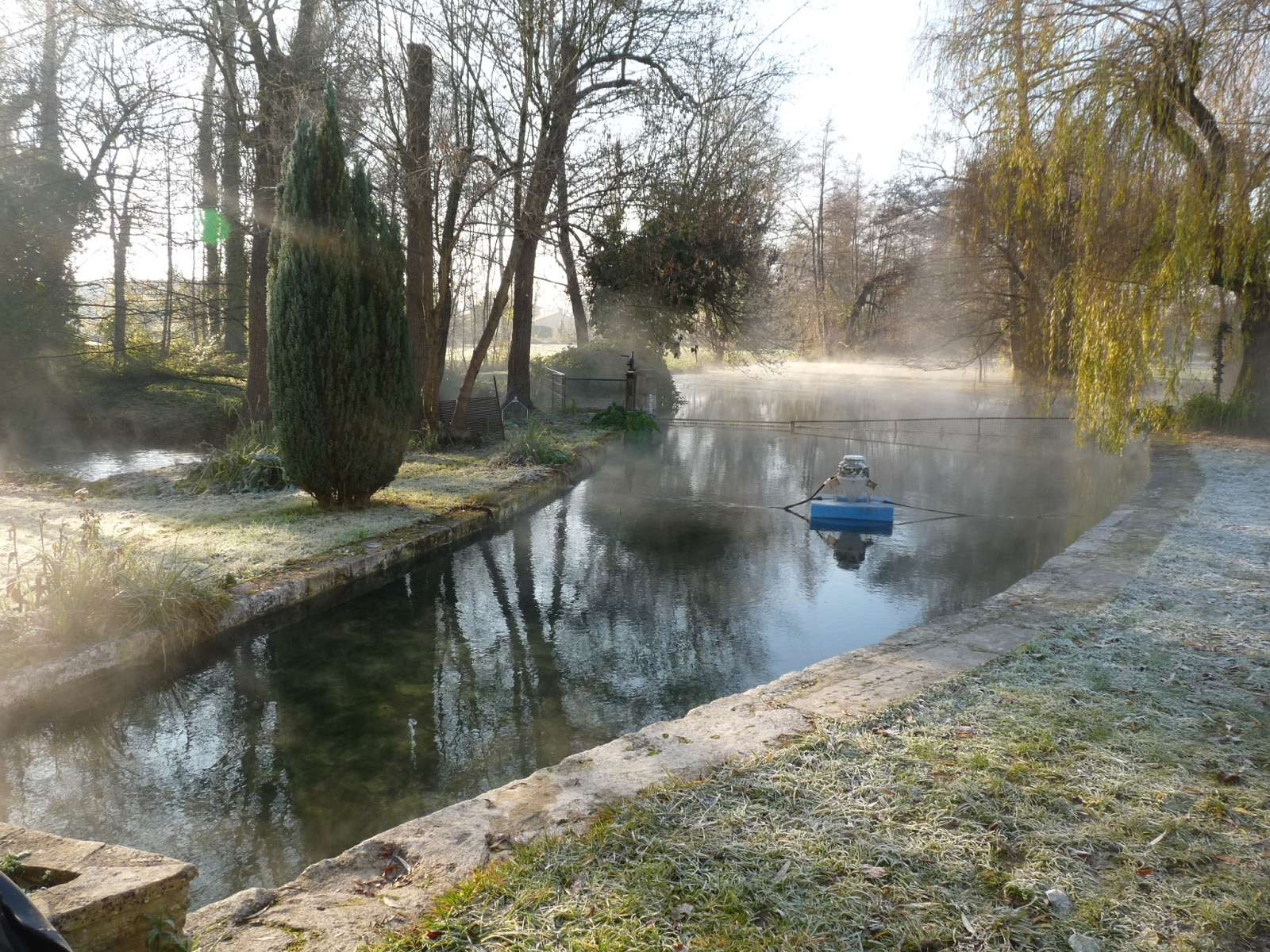
Le Gouffre en hiver.
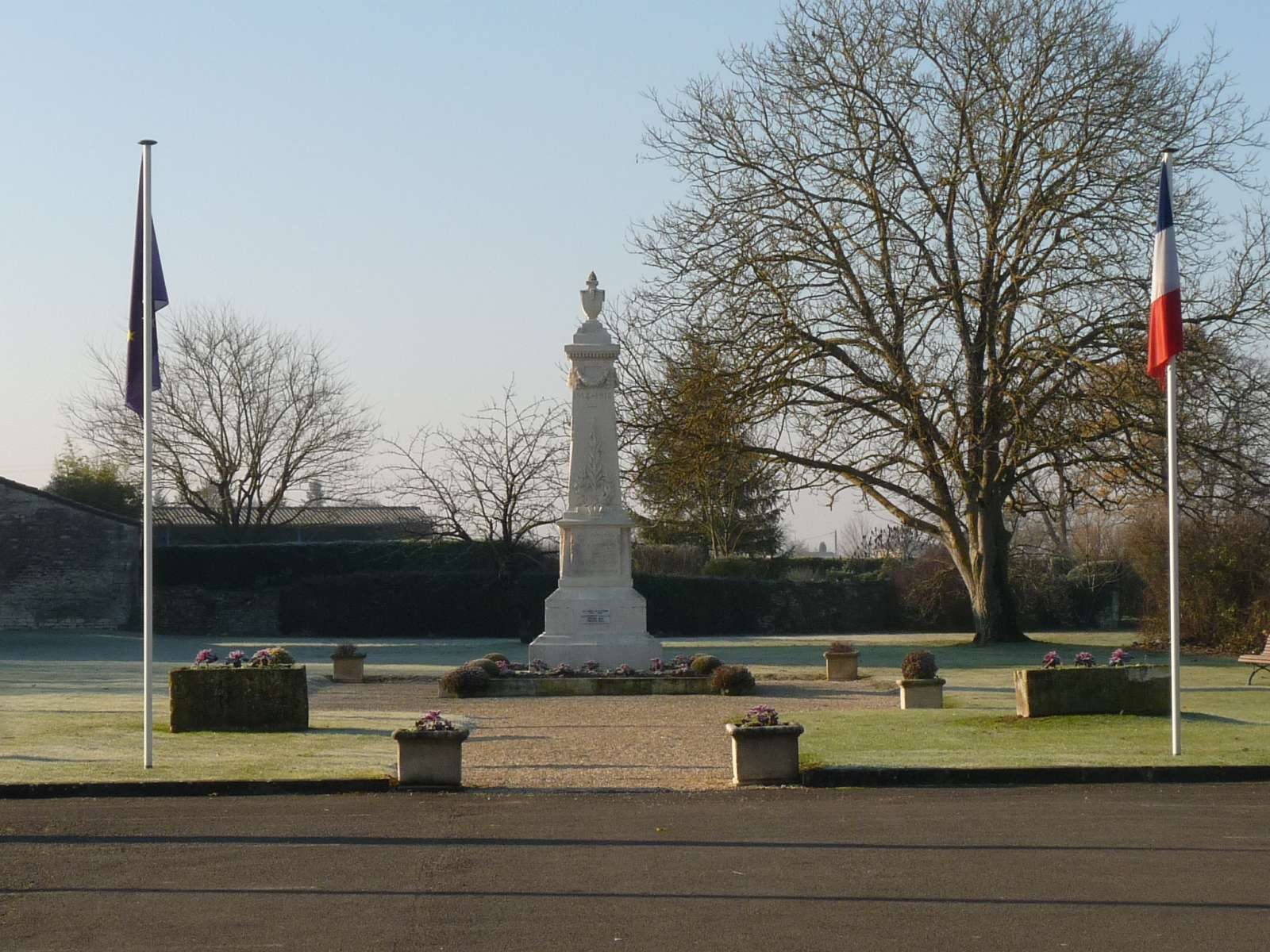
Le monument aux morts.
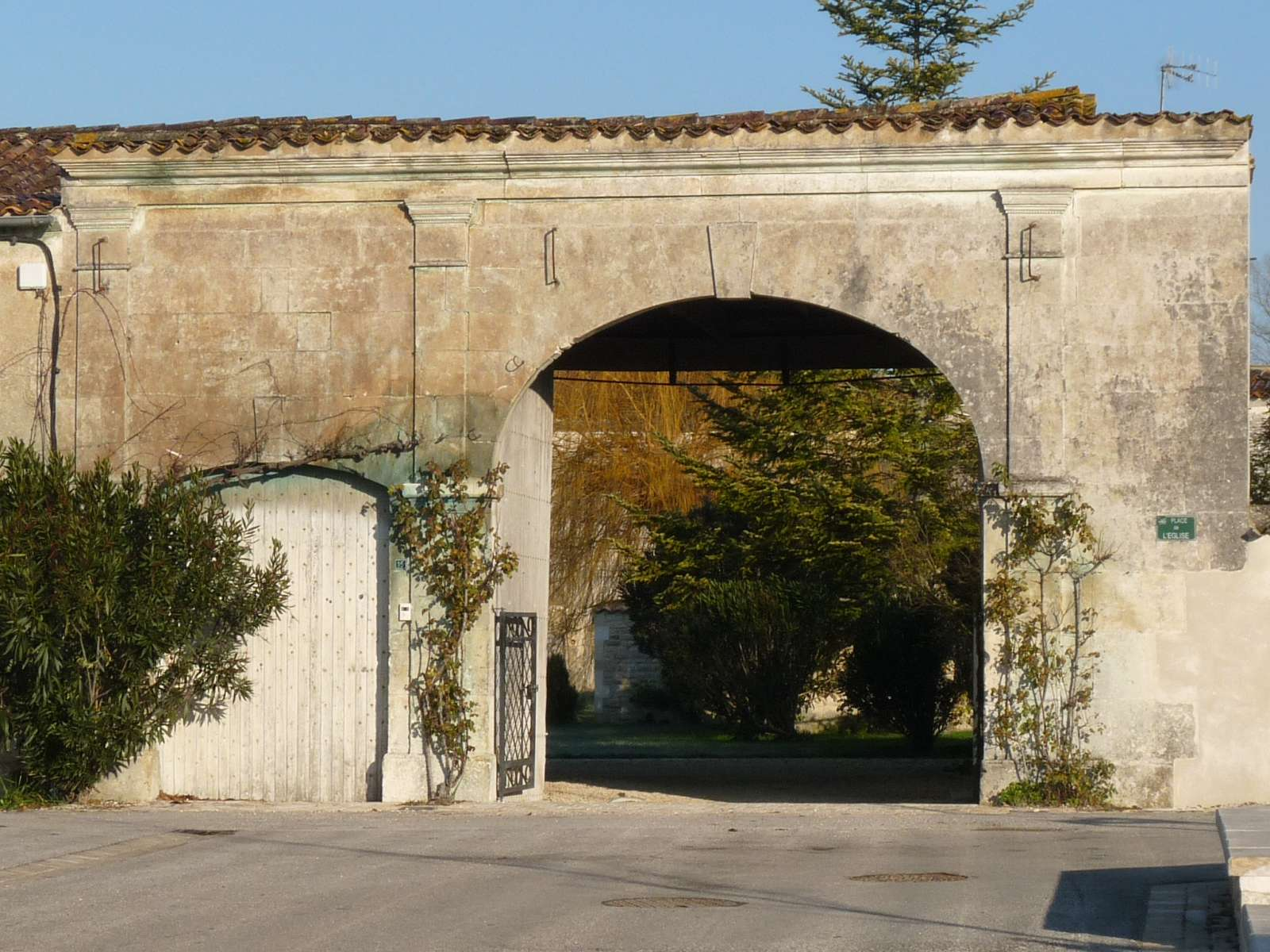
Portail charentais place de l'Église.
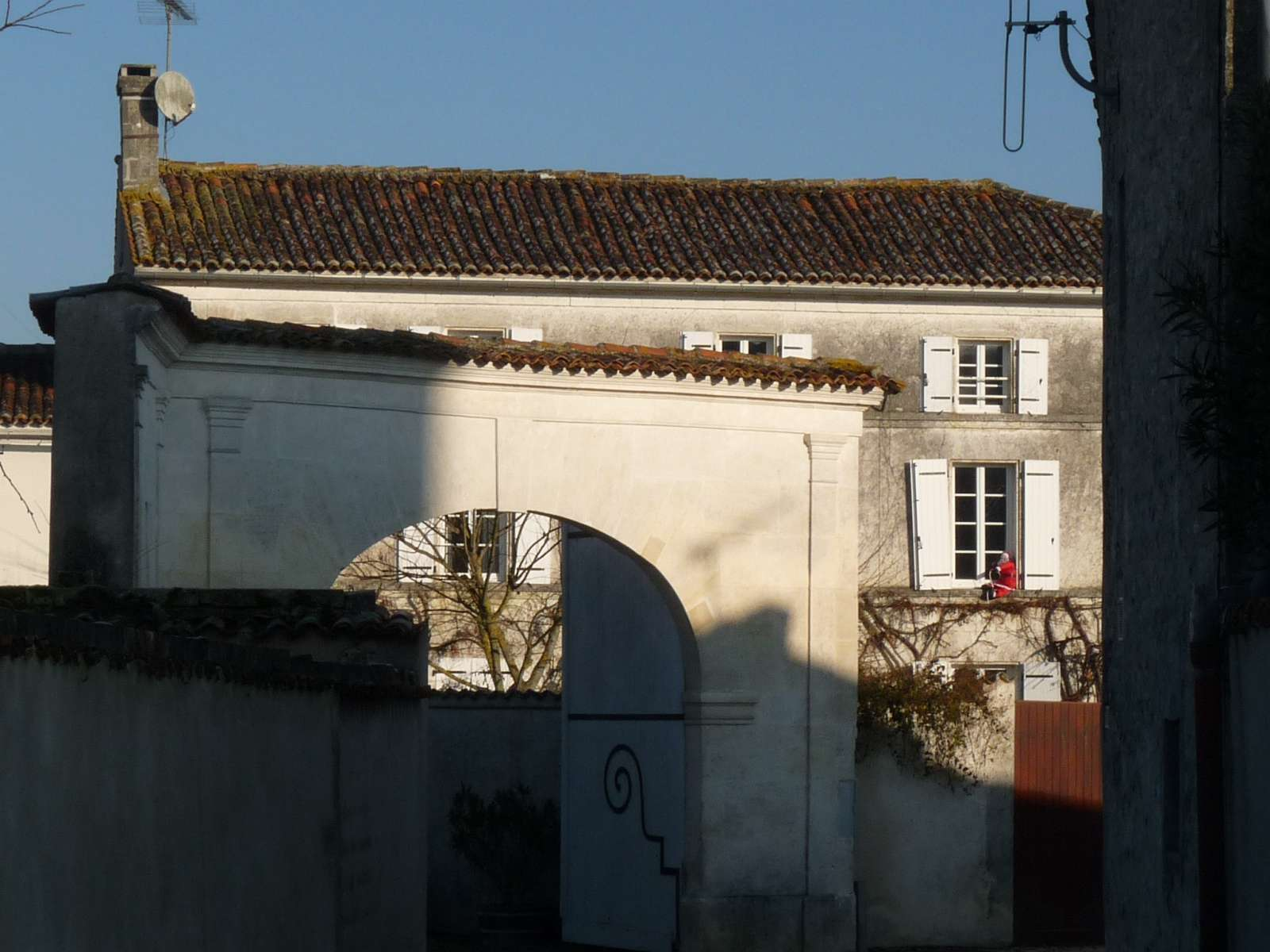
Autre portail et demeure.